# Список эпизодов мультсериала «Американский папаша!»
Список и краткое описание эпизодов мультсериала «Американский папаша!» (англ. American Dad!). Для удобства серии сгруппированы по сезонам. Оригинальное наименование каждого эпизода обычно пародирует название какого-либо фильма, песни, книги или иного культурного явления, то есть своего рода каламбур, понятный англоязычному зрителю и связанный с событиями мультсериала.

## Список эпизодов
| Сезон | Серии | Серии | Даты показа      | Даты показа      | Даты показа |
| Сезон | Серии | Серии | Первая серия     | Последняя серия  | Канал       |
| ----- | ----- | ----- | ---------------- | ---------------- | ----------- |
| 1     | 7     | 7     | 6 февраля 2005   | 19 июня 2005     | Fox         |
| 2     | 16    | 16    | 11 сентября 2005 | 14 мая 2006      | Fox         |
| 3     | 19    | 19    | 10 сентября 2006 | 20 мая 2007      | Fox         |
| 4     | 16    | 16    | 30 сентября 2007 | 18 мая 2008      | Fox         |
| 5     | 20    | 20    | 28 сентября 2008 | 17 мая 2009      | Fox         |
| 6     | 18    | 18    | 27 сентября 2009 | 16 мая 2010      | Fox         |
| 7     | 19    | 19    | 3 октября 2010   | 22 мая 2011      | Fox         |
| 8     | 18    | 18    | 25 сентября 2011 | 13 мая 2012      | Fox         |
| 9     | 19    | 19    | 30 сентября 2012 | 12 мая 2013      | Fox         |
| 10    | 20    | 20    | 29 сентября 2013 | 18 мая 2014      | Fox         |
| 11    | 3     | 3     | 14 сентября 2014 | 21 сентября 2014 | Fox         |
| 12    | 15    | 15    | 20 октября 2014  | 1 июня 2015      | TBS         |
| 13    | 22    | 22    | 25 января 2016   | 27 июня 2016     | TBS         |
| 14    | 22    | 22    | 7 ноября 2016    | 11 сентября 2017 | TBS         |
| 15    | 22    | 22    | 25 декабря 2017  | 8 апреля 2019    | TBS         |
| 16    | 22    | 22    | 15 апреля 2019   | 27 апреля 2020   | TBS         |
| 17    | 22    | 22    | 13 апреля 2020   | 21 декабря 2020  | TBS         |
| 18    | 22    | 22    | 19 апреля 2021   | 25 октября 2021  | TBS         |
| 19    | 22    | 22    | 24 января 2022   | 19 декабря 2022  | TBS         |
| 20    | 22    | 22    | 27 марта 2023    | 18 декабря 2023  | TBS         |
| 21    | 22    | 22    | 28 октября 2024  | 24 марта 2025    | TBS         |

### Первый сезон (2005)
| № | # | Заголовок                               | Режиссёр(ы)             | Сценарист(ы)                              | Дата показа    | Код    | Просмотры (В миллионах) |
| --- | - | --------------------------------------- | ----------------------- | ----------------------------------------- | -------------- | ------ | ----------------------- |
| 1 | 1 | «Pilot» Пилотная серия                  | Рон Хюарт               | Сет Макфарлейн, Майк Баркер, Мэтт Витзмен | 6 февраля 2005 | 1AJN01 | 15.10                   |
| Стив расстроен, что у него так и не получается пригласить на свидание девушку. Даже собака, купленная Стэном, не помогает в этом. Роджер делает домашнюю работу за Хейли, но в самый ответственный момент подводит её. |   |                                         |                         |                                           |                |        |                         |
| 2 | 2 | «Threat Levels» Уровень тревоги         | Брент Вудс              | Дэвид Цукерман                            | 1 мая 2005     | 1AJN02 | 9.47                    |
| Стэн случайно принес домой вирус, разработанный ЦРУ, и тем самым посадил всю семью на карантин. Вирус «заразил» (а точнее напугал) множество соседей и заставил их выставить свои дома на продажу, что побудило Фрэнсин заняться бизнесом в сфере недвижимости. Хейли использует один из подведомственных её матери домов как приют для бездомных. А вот её брат решает зарабатывать деньги иным способом… |   |                                         |                         |                                           |                |        |                         |
| 3 | 3 | «Stan Knows Best» Стэн знает, как лучше | Пэм Кук                 | Майк Бэркер, Мэтт Витзмен                 | 8 мая 2005     | 1AJN03 | 8.23                    |
| Хейли красит свои волосы в зелёный цвет для участия в съезде Партии Зелёных. Но Стэн бреет дочь наголо, пока та спит. После Стэн со своими друзьями едет в клуб, где празднует Хейли, и видит её на сцене, танцующую и по пояс раздетую. Между тем Стив и его друзья размышляют над тем, что они будут делать на школьных танцах.                                                                          |   |                                         |                         |                                           |                |        |                         |
| 4 | 4 | «Francine’s Flashback» Прошлое Франсин  | Калеб Мюрей, Брент Вудс | Рик Виннер, Кен Швартц                    | 15 мая 2005    | 1AJN05 | 7.84                    |
| В полночь, рыбача со своими друзьями, Стэн, в конечном итоге рад, что не находится дома в такой день, как годовщина «Великого боя», потому как в прошлом году и он и Фрэнсин, забыли о годовщине собственной свадьбы. |   |                                         |                         |                                           |                |        |                         |
| 5 | 5 | «Roger Codger» Старик — Роджер          | Алльберт Калероз        | Дэн Вэббер                                | 5 июня 2005    | 1AJN04 | 6.09                    |
| Роджер, проснувшись поздно, понимает, что находится на свалке. Он понимает, что вернуться домой без маскировки он просто не может, потому как будет сразу же разоблачён. Отчаянный Роджер решает сменить свой облик, переодевшись пожилой леди. Позже на его пути, произошёл примечательный случай с пожилым человеком, который двигался в том же направлении, что и Роджер, только в тур по Вашингтону.   |   |                                         |                         |                                           |                |        |                         |
| 6 | 6 | «Homeland Insecurity» Ненадёжная Родина | Родни Клауден           | Сэм О'Нил, Нил Боушил                     | 12 июня 2005   | 1AJN06 | 6.85                    |
| Фрэнсин решает организовать закрытую вечеринку, чтобы подружиться с соседями. Стэн изучает своих новых соседей (с родственниками в Иране) и немедленно разоблачает в них террористов. Он превращает свой дом в лагерь для интернированных и удерживает их внутри. |   |                                         |                         |                                           |                |        |                         |
| 7 | 7 | «Deacon Stan, Jesus Man» Дьякон Стэн    | Джонн Аосима            | Нанатчка Хан                              | 19 июня 2005   | 1AJN07 | 6.55                    |
| В этом эпизоде мы поближе познакомимся с семьёй Вайт. Стэн ненавидит отца этой семьи Чака, который постоянно подбивает семью Смитов в церкви. Стэн очень хочет избить его, как и волонтёр в церкви. Тем временем у Роджера начался его репродуктивный цикл. |   |                                         |                         |                                           |                |        |                         |

### Второй сезон (2005—2006)
| № | #  | Заголовок                                                                | Режиссёр(ы)     | Сценарист(ы)             | Дата показа      | Код    | Просмотры (В миллионах) |
| --- | -- | ------------------------------------------------------------------------ | --------------- | ------------------------ | ---------------- | ------ | ----------------------- |
| 1 | 8  | «Bullocks To Stan» Баллок и Стэн                                         | Брент Вудс      | Элисон Макдональд        | 11 сентября 2005 | 1AJN09 | 7.83                    |
| Когда по состоянию здоровья, один из коллег Стэна покидает свой рабочий пост, Смит получает продвижение по службе. Дома Стэн готовит семейный карнавал, для ЦРУ, потому как это его шанс удивить своего начальника Буллока и раскрепить за собой новый пост. На карнавале Стив находит коммуникатор Дика Чейни (бывший вице-президента США). На следующий день Стэн навещает Буллока дома и с удивлением встречает там и свою дочь Хейли. |    |                                                                          |                 |                          |                  |        |                         |
| 2 | 9  | «A Smith In The Hand» Рукоблудие Смита                                   | Пэм Кук         | Дэвид Гэмингсон          | 18 сентября 2005 | 1AJN10 | 8.60                    |
| Стэн преподаёт и разъясняет сексуальное воспитание в классе, где учится Стив. По словам отца, все для блага сына, поэтому он показывает демонстрационный фильм о вреде мастурбации. Когда Стив переключает всю свою сексуальную агрессию на выжигание по дереву, Стэн попадает в крайне щекотливую ситуацию. Его крем используется как дополнительная смазка во время мастурбации.                                                        |    |                                                                          |                 |                          |                  |        |                         |
| 3 | 10 | «All About Steve» Всё о Стиве                                            | Майк Ким        | Крис Маккен, Мэтт Маккен | 25 сентября 2005 | 1AJN08 | 7.63                    |
| ЦРУ пытается расшифровать «странный алфавит» («Элвиш»), который стали использовать террористы для взлома компьютеров, контролирующих дамбы, однако специальстам ЦРУ так и не удалось постичь смысл странных писем. Вместо этого они решают, что нужно попрактиковаться в софтбол между отцом и сыном. |    |                                                                          |                 |                          |                  |        |                         |
| 4 | 11 | «Con Heir» Ложный наследник                                              | Альберт Калероз | Стив Хели                | 2 октября 2005   | 1AJN11 | 7.43                    |
| Ничего человеческое не чуждо Стэну из ЦРУ. Ярким примером этих слов является серия, где он и его коллеги по работе играют в «бумажный футбол» в ожидании нового задания. Но новое задание показалось слишком опасным для семейного человека и Стэн её пропускает. Фрэнсин пытается убедить мужа, что он должен радоваться, что у него есть такая замечательная семья, но приходит Хейли и сообщает что Дедушка Смит умер… умер ли?        |    |                                                                          |                 |                          |                  |        |                         |
| 5 | 12 | «Stan of Arabia: Part 1» Стэн Аравийский: Часть 1                        | Родни Клауден   | Нанатчка Хан             | 6 ноября 2005    | 1AJN12 | 7.30                    |
| После ужасно сделанной работы по замещению Джея Лено на юбилейном барбекю Буллока, Стэна отсылают в Саудовскую Аравию. Фрэнсин и Хейли находят там фантастически ужасные условия для женщин. Стив и Стэн наоборот находят там своё счастье и осуществление всех их желаний. |    |                                                                          |                 |                          |                  |        |                         |
| 6 | 13 | «Stan of Arabia: Part 2» Стэн Аравийский: Часть 2                        | Антони Лиои     | Грэг Томас, Картер Бэйз  | 13 ноября 2005   | 1AJN13 | 7.74                    |
| Катаясь вокруг по пустыне, Стиву сошло видение Бога, в облике Анжелины Джоли. Позже, когда он вернулся в город, он рассказал людям, что за видение он только что пережил, а они решили закидать его камнями. Фрэнсин исполнила музыкальный номер, снимая и разбрасывая свою одежду, и также была приговорена к закидыванию камнями. |    |                                                                          |                 |                          |                  |        |                         |
| 7 | 14 | «Stannie Get Your Gun» Стэн и его пистолет                               | Джон Аосима     | Брайан Бойл              | 20 ноября 2005   | 1AJN14 | 8.19                    |
| Фрэнсин заставила Стэна вспомнить о хороших временах, которые у них были когда Хейли была ещё маленькая. По неосторожности Хейли случайно выстрелила и парализовала Стэна. Тем временем Роджер мстит Стиву, который съел его печеньку, чтобы тот поверил, что его усыновили в семью Смитов. |    |                                                                          |                 |                          |                  |        |                         |
| 8 | 15 | «Star Trek» Звёздный путь                                                | Майк Ким        | Крис Маккен, Мэтт Маккен | 27 ноября 2005   | 1AJN15 | 8.80                    |
| Стив пишет роман, базирующийся на образе Роджера. И роман кажется становится очень популярным. Роджер хочет убить Стива за то, что тот представил Роджера неуклюжим в романе. Стив отказывается от своих родителей, но в конце концов возвращается к ним вновь. |    |                                                                          |                 |                          |                  |        |                         |
| 9 | 16 | «Not Particularly Desperate Housewife» Не особенно отчаянная домохозяйка | Брент Вудс      | Дэнн Вэббер              | 18 декабря 2005  | 1AJN16 | 7.84                    |
| Фрэнсин пытается присоединиться в группу поддержки под названием «Божьи Коровки». Позже, когда выяснилось, что она не может изменить Стэну, Фрэнсин попыталась покинуть группу. После этого группа угрожала её жизни. |    |                                                                          |                 |                          |                  |        |                         |
| 10 | 17 | «Rough Trade» Грубая торговля                                            | Пэм Кук         | Дэвид Цукерман           | 8 января 2006    | 1AJN17 | N/A                     |
| После тяжелого дня Стэн и Роджер узнали об одной интересной битве, поэтому решили необычно провести эту пятницу. |    |                                                                          |                 |                          |                  |        |                         |
| 11 | 18 | «Finances With Wolves» Финансы с волками                                 | Альберт Калероз | Нил Боушел, Сэм О'Нил    | 29 января 2006   | 1AJN18 | 8.23                    |
| Фрэнсин открывает киоск по продаже кексов, с одобрением Стэна. Сам Стэн в это время возвращает Клаусу человеческое тело, но как показывает время, это было ужасной ошибкой для Стэна, потому как Клаус пытается соблазнить Френсин. Тем временем сам Стив полагает, что он стал оборотнем, после того как на него напал волк. |    |                                                                          |                 |                          |                  |        |                         |
| 12 | 19 | «It’s Good To Be Queen» Хорошо быть королевой                            | Родни Клауден   | Элисон Макдональд        | 26 февраля 2006  | 1AJN19 | 7.70                    |
| В молодости Стэн поклялся сам себе, что станцует с королевой бала в свете прожекторов. Спустя 20 лет его мечта близка к осуществлению. |    |                                                                          |                 |                          |                  |        |                         |
| 13 | 20 | «Roger 'n' Me» Роджер и Я                                                | Энтони Лиоли    | Рик Виннер, Кенни Швартц | 23 апреля 2006   | 2AJN01 | 7.34                    |
| Когда Стэн отправляется в Атланту на вечеринку бакалавров и был выгнан своими так называемыми друзьями, Роджер пытается стать новым лучшим другом Стэна. Их дружба переходит на новый уровень, но когда они возвращаются домой и видят Фрэнсин, то Стэн понимает, что происходящее в Атланте, не обязательно оставлять там. |    |                                                                          |                 |                          |                  |        |                         |
| 14 | 21 | «Helping Hands» Рука помощи                                              | Калеб Мюрей     | Нанатчка Хан             | 30 апреля 2006   | 2AJN02 | 6.51                    |
| Стэн хочет помочь Стиву стать более привлекательным и идёт на отчаянный поступок, давая ему стероиды. Но после того как они дают очень неожиданный побочный эффект, Стэн уделяет этому намного больше внимания, чем кто-либо ещё. После того, как Хейли снимает фильм о жизни Фрэнсин — домохозяйки, сама Фрэнсин решительно и твердо решает начать карьеру доктора.                                                                      |    |                                                                          |                 |                          |                  |        |                         |
| 15 | 22 | «With Friends Like Steve’s» С друзьями Стива                             | Джонн Аосима    | Эрик Дурбин              | 7 мая 2006       | 2AJN03 | 6.60                    |
| После того как Стив потерял интерес к работе отца, Стэн меняет своё внимание на друга Стива, Барри. Тот же, в свою очередь подставляет Стива и делает всё возможное, чтобы отстранить его от семейных дел. Когда Стив обнаруживает слабость Барри, он применяет весь свой опыт, полученный в ЦРУ, чтобы спасти семью. |    |                                                                          |                 |                          |                  |        |                         |
| 16 | 23 | «Tears of a Clooney» Слёзы Клуни                                         | Брент Вудс      | Крис Маккен, Мэтт Маккен | 14 мая 2006      | 2e516c | 6.86                    |
| Когда день рождения Фрэнсин напомнил ей о знаменитом моменте в фильме, украденном Джорджем Клуни, она решила уничтожить звезду. Но когда она решила завоевать сердце Клуни, чтобы позже разбить его, Стэн стал настоящим другом для него и поломал все планы. Тем временем, на заднем дворе, Роджер построил виноградник и создал полулегальный магазин, где на него работали приёмные дети.                                              |    |                                                                          |                 |                          |                  |        |                         |

### Третий сезон (2006—2007)
| № | #  | Заголовок                                                                               | Режиссёр(ы)              | Сценарист(ы)                          | Дата показа      | Код    | Просмотры (В миллионах) |
| --- | -- | --------------------------------------------------------------------------------------- | ------------------------ | ------------------------------------- | ---------------- | ------ | ----------------------- |
| 1 | 24 | «Camp Refoogee» Лагерь «Беженцы»                                                        | Альберт Калероз          | Джош Бицел и Джонатан Финер           | 10 сентября 2006 | 2AJN06 | 8.93                    |
| Стэн пытается все изменить, после того как обманом затащил Стива в лагерь, на самом деле являющимся Лагерем для беженцев в Африке. В это время дома Роджер и Фрэнсин пытаются разыграть сценку по ролям. Но это у них получается очень своеобразно. |    |                                                                                         |                          |                                       |                  |        |                         |
| 2 | 25 | «The American Dad After School Special» Американский Папаша после спецшколы             | Пэм Кук                  | Дэн Веббер                            | 17 сентября 2006 | 2AJN05 | 7.71                    |
| Когда Стив заявляет своей семье, что у него наконец-то появилась девушка, Стэна не переполняет чувство отцовской гордости. Но когда его отец узнаёт, что она не является милой и красивой девушкой из группы поддержки, какую он себе представлял, Стэн впадает в сильную депрессию и у него начинается приступы анорексии (потери аппетита). Стив постепенно понимает, что его «крупная» девушка и является главной причиной болезни отца, поэтому сын принимает единственно правильное решение. |    |                                                                                         |                          |                                       |                  |        |                         |
| 3 | 26 | «Failure is not a Factory-Installed Option» Возврат — не фабрично—установленная опция   | Родни Клауден            | Этан Коэн                             | 24 сентября 2006 | 2AJN07 | 8.36                    |
| Стэн, лучший следователь ЦРУ, теряет свою работу, когда продавец машин обманывает его тем же методом, которым Стэн ведёт переговоры. Тем временем, Роджер и Стив создают самодельный кинотеатр под открытым небом, чтобы пройти «первый этап» с самыми популярными девушками школы. |    |                                                                                         |                          |                                       |                  |        |                         |
| 4 | 27 | «Lincoln Lover» Возлюбленный Линкольна                                                  | Брент Вудс               | Рик Винер, Кенни Швартц и Наначка Хан | 5 ноября 2006    | 2AJN11 | 7.71                    |
| На «Съезде Республиканской партии» вместо Стэна выступает другой человек. Тогда Стэна приглашают в республиканское общество "Деревянного домика", которое оказывается обществом республиканцев-геев, которые приглашают его выступить на их съезде с речью. Тогда Стэн решает стать геем. |    |                                                                                         |                          |                                       |                  |        |                         |
| 5 | 28 | «Dungeons and Wagons» Подземелья и Тачки                                                | Кёрт Думас и Антони Лиои | Майкл Шипли и Джим Бернштейн          | 12 ноября 2006   | 2AJN08 | 8.48                    |
| После того как Фрэнсин сообщила Стэну, что она ждёт новых острых ощущений в их браке, Стэн становится стритрейсером и участвует в гонках. Тем временем, Хейли рвёт все отношения с Джеффом, потому как тот, по её мнению слишком мягкий. Джефф и Стив начинают играть в онлайновые игры, до тех пор, пока стараниями Клауса Хейли не убивает героя Стива… |    |                                                                                         |                          |                                       |                  |        |                         |
| 6 | 29 | «Iced, Iced Babies» Ледяные, ледяные детки                                              | Калеб Мюрей              | Стив Хели                             | 19 ноября 2006   | 2AJN09 | 8.24                    |
| Когда новые отношения Стива полностью обескуражили Фрэнсин, она пытается убедить Стива, что ему нужна другая девушка. Тем временем, Роджер становится студентом колледжа совместно с Хейли, для того чтобы почувствовать «студенческую жизнь». Но через короткое время Роджер уже преподаёт целой группе, а Хейли начинает испытывать чувства к своему однокласснику Этану. |    |                                                                                         |                          |                                       |                  |        |                         |
| 7 | 30 | «Of Ice and Men» Мужчина на льду                                                        | Джон Аосима              | Брайн Бойл                            | 26 ноября 2006   | 2AJN10 | 8.76                    |
| Когда Фрэнсин разбирается с секретами Стэна, тайком занимавшимся фигурным катанием, она решает поддержать мужа и стать его партнёром на льду. Тем временем к Стиву и его друзьям прибывает в посылке «русская невеста», которая по договору после некоторого периода ухаживания выйдет замуж за одного из них. |    |                                                                                         |                          |                                       |                  |        |                         |
| 8 | 31 | «Irregarding Steve» Неуважаемый Стив                                                    | Пэм Кук                  | Крис Маккена и Мэтт Маккена           | 10 декабря 2006  | 2AJN12 | 7.11                    |
| Когда Роджер показал Стиву, что его отец не так умен как казалось, Стив по воле судьбы оказывается в Нью-Йорке, где Роджеру понадобилось совсем немного времени, чтобы потерять всё. Тем временем, другая часть семьи полагала, что эти двое находятся в домике на дереве. |    |                                                                                         |                          |                                       |                  |        |                         |
| 9 | 32 | «The Best Christmas Story Never» Лучшая рождественская история, которой никогда не было | Альберт Калероз          | Брайн Бойл                            | 17 декабря 2006  | 2AJN14 | N/A                     |
| Когда суд запретил Лэнгли Фолс подсвечивать Рождественскую ёлку, Стэн пристыдил всех, за то, что они не верят в начала его самых любимых праздников. Праздничный дух Стэна был не на самом высоком уровне на протяжении всех праздничных дней. Но призрак Рождества навестил Стэна и помог ему справится со всем и сложностями, показав в реальности, истоки рождества. |    |                                                                                         |                          |                                       |                  |        |                         |
| 10 | 33 | «Bush Comes to Dinner» Буш придёт на ужин                                               | Майк Ким                 | Майк Бэркер, Мэтт Витзмен             | 7 января 2007    | 2AJN13 | 9.12                    |
| Президент Америки Джордж Буш посещает ужин семьи Смитов. Стэн очень гордился этим фактом, а вот семья не могла понять его волнения. Позже Стэн предпримет многое, чтобы спасти имидж президента. А тем временем Роджер и Стив считают, что нашли Бен Ладена. |    |                                                                                         |                          |                                       |                  |        |                         |
| 11 | 34 | «American Dream Factory» Фабрика Американской мечты                                     | Родни Клауден            | Наначка Хан                           | 28 января 2007   | 2AJN16 | 7.49                    |
| Стэн становится бизнесменом и открывает фабрику по производству мягких игрушек, с принятием на работу нелегальных эмигрантов. Хейли, конечно же решила ответить решительными протестами против отца. А тем временем Стив создаёт группу, которую моментально разрушает Роджер. |    |                                                                                         |                          |                                       |                  |        |                         |
| 12 | 35 | «A.T. The Abusive Terrestrial» Наземный нарушитель                                      | Джо Даниелло             | Дэн Веббер                            | 11 февраля 2007  | 2AJN17 | 6.60                    |
| Стив готовится к научному проекту, а Роджер хочет играть с ним. Получив от Стива отказ, Роджер находит себе нового друга, который оказался совершенно не таким, каким казался с самого начала: он бьёт Роджера. Стив и Хейли решают спасти его и вернуть домой. Тем временем Стэн и Франсин отправляются на завод по производству «Мистера Пибба», узнают, что завод закрывают, и начинают спасательную операцию любимого напитка.                                                                |    |                                                                                         |                          |                                       |                  |        |                         |
| 13 | 36 | «Black Mystery Month» Месяц чёрной тайны                                                | Брент Вудс               | Лаура Маккрери                        | 18 февраля 2007  | 2AJN20 | 7.06                    |
| Исследуя документ Джорджа Вашингтона на праздновании «Месяца истории американских негров», Стив узнаёт о тайне, которая берёт своё начало ещё с Гражданской войны. Позже куратор музея «Smithsonian Peanut» обратился к Стиву, чтобы рассказать ему всю правду, о том, что он таинственный убийца. Стэн и Стив решили сохранить в тайне страницы прошлого, порочащие Великую Америку на мировой арене.                                                                                            |    |                                                                                         |                          |                                       |                  |        |                         |
| 14 | 37 | «An Apocalypse to Remember» Вспомнить апокалипсис                                       | Джон Аосима              | Эрик Дубрин                           | 25 марта 2007    | 2AJN19 | 6.64                    |
| Когда Стэн приезжает во время учебной атомной тревоги в ЦРУ, он воспринимает её как реальную действительность, и перевозит свою семью в горы для того чтобы выжить после апокалипсиса. Даже после того как он понял свою ошибку, ему так нравится забота и внимание его семьи, что он не рассказывает семье всю правду. |    |                                                                                         |                          |                                       |                  |        |                         |
| 15 | 38 | «Four Little Words» Четыре коротких слова                                               | Калеб Мюрей              | Дэвид Цукерман                        | 1 апреля 2007    | 2AJN18 | 5.94                    |
| Стэн знакомит Баллока с подругой Фрэнсин, но очень боится услышать от жены «Я же тебе говорила!». Но Стэн все же идёт на свидание для того чтобы убедиться, что оно состоялось. К сожалению Буллок случайно убивает эту женщину и Стэну приходится прятать тело, чтобы Фрэнсин не начала задавать лишних вопросов. |    |                                                                                         |                          |                                       |                  |        |                         |
| 16 | 39 | «When a Stan Loves a Woman» Когда Стэн любит женщину                                    | Родни Клауден            | Рикк Винер и Кенни Швартц             | 29 апреля 2007   | 2AJN23 | 6.71                    |
| Стэн посещает секс-сад Франсин, в котором она сажала куст роз для каждого человека, с которым у неё был секс. На этой почве у Стена появляются комплексы, и Франсин разводится с ним для того, чтобы тот переспал с кем-то. Тем временем Стив приобретает зависимость от энергетических напитков. |    |                                                                                         |                          |                                       |                  |        |                         |
| 17 | 40 | «I Can’t Stan You» Я не могу понять Стэна                                               | Пэм Кук                  | Майкл Шипли и Джим Бернштейн          | 6 мая 2007       | 2AJN15 | 6.31                    |
| Стэн решает установить «прослушку» своих соседей, так как очень хочет знать, что они о нём думают. В результате, наслушавшись нелестных отзывов, Стэн решает выселить всех соседей из своих домов…и свою семью тоже. |    |                                                                                         |                          |                                       |                  |        |                         |
| 18 | 41 | «The Magnificent Steven» Великолепный Стивен                                            | Майк Ким                 | Стив Хели                             | 13 мая 2007      | 2AJN21 | 5.67                    |
| Стэна судят за неумышленное убийство 100 тысяч голов коров, а ведь он всего лишь хотел сделать собственного сына более мужественным… Тем временем Роджер устраивает «соревнование» между Хейли и Франсин. |    |                                                                                         |                          |                                       |                  |        |                         |
| 19 | 42 | «Joint Custody» Совместная опека                                                        | До Даниелло              | Кейт Хейстер                          | 20 мая 2007      | 2AJN24 | 7.62                    |
| Джефф надоедает Стену, и тот везёт его во Флориду, чтобы сдать властям за случай с перевозкой наркотиков. Но Джефф узнаёт о планах Стена и сбегает к своему отцу. |    |                                                                                         |                          |                                       |                  |        |                         |

### Четвёртый сезон (2007—2008)
| № | #  | Заголовок                                                                           | Режиссёр(ы)     | Сценарист(ы)                | Дата показа      | Код    | Просмотры (В миллионах) |
| --- | -- | ----------------------------------------------------------------------------------- | --------------- | --------------------------- | ---------------- | ------ | ----------------------- |
| 1 | 43 | «The Vacation Goo» Липкий отпуск                                                    | Альберт Калероз | Джош Бицел и Джонотан Финер | 30 сентября 2007 | 2AJN22 | 6.07                    |
| Когда Франсин узнаёт, что все отпуски, которые устраивала семья, были подделкой, она решает устроить семье настоящий отпуск. Тем временем Роджер пытается стать величайшим актёром всех времен.                                                       |    |                                                                                     |                 |                             |                  |        |                         |
| 2 | 44 | «Meter Made» Сделанный метр                                                         | Боб Боуен       | Дэнн Вэббер                 | 7 октября 2007   | 3AJN01 | 6.29                    |
| Стен избивает контролёра, и суд приговаривает его к двум неделям общественных работ в качестве контролёра. Тем временем Хэйли позирует голой, а Роджер рисует её.                                                                                     |    |                                                                                     |                 |                             |                  |        |                         |
| 3 | 45 | «Dope and Faith» Религия и вера                                                     | Калеб Мюрей     | Майкл Шипли                 | 14 октября 2007  | 3AJN02 | 6.20                    |
| Стен находит себе друга, очень похожего на него по мировоззрению, за исключением того, что тот является атеистом. Тем временем Роджер разыгрывает Стива, посылая ему письмо с приглашением в Хогвартс. Новинка: Из Атеиста можно создать в Сатаниста. |    |                                                                                     |                 |                             |                  |        |                         |
| 4 | 46 | «Big Trouble in Little Langley» Большой переполох в маленьком Лэнгли                | Джонн Аосима    | Рик Виннер и Кенни Швартц   | 4 ноября 2007    | 3AJN03 | 7.08                    |
| В дом Смитов приезжают приёмные родители Франсин. Они раздражают Стена, и тот находит её биологических родителей. |    |                                                                                     |                 |                             |                  |        |                         |
| 5 | 47 | «Haylias» Хейлис                                                                    | Брент Вудс      | Дэвид Цукерман              | 11 ноября 2007   | 3AJN04 | 7.77                    |
| Стен активирует в Хейли программу спящего агента ЦРУ и приказывает ей выйти замуж. Тем временем Роджер и Стив открывают своё сыскное агентство. |    |                                                                                     |                 |                             |                  |        |                         |
| 6 | 48 | «The 42-Year-Old Virgin» 42-летний девственник                                      | Пэм Кук         | Нанатчка Хан                | 18 ноября 2007   | 3AJN05 | 8.12                    |
| Выясняется, что Стен никого ни разу не убивал, все, за кем он охотился на работе, умирали случайно. Он должен «лишиться девственности». |    |                                                                                     |                 |                             |                  |        |                         |
| 7 | 49 | «Surro-Gate» Суррогатная мать                                                       | Тим Парсонс     | Эрик Дурбин                 | 2 декабря 2007   | 3AJN07 | 5.67                    |
| Франсин выручает Грэга и Терри и втайне от Стена становится суррогатной матерью их ребёнка. |    |                                                                                     |                 |                             |                  |        |                         |
| 8 | 50 | «The Most Adequate Christmas Ever» Самый адекватный рождественский сочельник        | Джон Аосима     | Джим Бернштейн              | 16 декабря 2007  | 3AJN12 | 7.17                    |
| Стен умирает в канун рождества в лесу и попадает в чистилище. Он просит дать ему второй шанс. |    |                                                                                     |                 |                             |                  |        |                         |
| 9 | 51 | «Frannie 911» Фрэнни 911                                                            | Джон Даниелло   | Брайн Бойл                  | 6 января 2008    | 3AJN06 | 5.19                    |
| Франсин инициирует похищение Роджера, чтобы доказать ему, что тот небезразличен Стену. |    |                                                                                     |                 |                             |                  |        |                         |
| 10 | 52 | «Tearjerker» Вызывающий слезы                                                       | Альберт Калероз | Джонатан Финер              | 13 января 2008   | 3AJN08 | 8.62                    |
| Эпизод-пародия на Джеймса Бонда. |    |                                                                                     |                 |                             |                  |        |                         |
| 11 | 53 | «Widowmaker» Вдоводел                                                               | Родни Клауден   | Дэвид Гемингсон             | 27 января 2008   | 3AJN09 | 6.13                    |
| Маму Стена бросил её новый бойфренд. |    |                                                                                     |                 |                             |                  |        |                         |
| 12 | 54 | «Oedipal Panties» Эдипов комплекс                                                   | Боб Боуэн       | Кейт Хийслер                | 11 февраля 2008  | 3AJN10 | 5.35                    |
| Франсин огорчена тем, что Стен не делится с ней своими чувствами. |    |                                                                                     |                 |                             |                  |        |                         |
| 13 | 55 | «Red October Sky» Красный октябрь: космическая гонка                                | Калеб Мюрей     | Стив Хели                   | 27 апреля 2008   | 3AJN11 | 6.76                    |
| Стен уже отчаивается искать коммуниста Сергея на работе, когда тот переезжает в Лэнгли Фолс. Стен нанимает его помочь Стиву с постройкой ракеты для конкурса. Тем временем Клаус и Роджер путешествуют по Европе.                                     |    |                                                                                     |                 |                             |                  |        |                         |
| 14 | 56 | «Office Spaceman» Офисный пришелец                                                  | Брент Вудс      | Лаура МакКреэри             | 4 мая 2008       | 3AJN13 | 6.28                    |
| ЦРУ нанимает Роджера искать его же самого. Тот спускает деньги, выделяемые ему на это, на развлечения и поездки. Франсин оказывается левшой. |    |                                                                                     |                 |                             |                  |        |                         |
| 15 | 57 | «Stanny Slickers II The Legend of Ollie’s Gold» Пижон Стэн 2: Легенда о золоте Олли | Пэм Кук         | Эрик Соуммерс               | 11 мая 2008      | 3AJN14 | 5.67                    |
| Стен попадает в аварию, задумывается о своей жизни и понимает, что он ничего не добился. Стен начинает поиски золота Олли Норта. |    |                                                                                     |                 |                             |                  |        |                         |
| 16 | 58 | «Spring Break-up» Весенние каникулы                                                 | Альберт Калероз | Нанатчка Хан                | 18 мая 2008      | 3AJN17 | 5.64                    |
| Роджер устраивает «Весенние каникулы» в доме Смитов, пока Франсин уезжает на неделю к родителям. |    |                                                                                     |                 |                             |                  |        |                         |

### Пятый сезон (2008—2009)
| № | #  | Заголовок                                                   | Режиссёр(ы)         | Сценарист(ы)                    | Дата показа      | Код серии | Просмотры (В миллионах) |
| --- | -- | ----------------------------------------------------------- | ------------------- | ------------------------------- | ---------------- | --------- | ----------------------- |
| 1 | 59 | «1600 Candles» 1600-я свеча                                 | Калеб Мюрер         | Рик Вайнер и Кенни Швартц       | 28 сентября 2008 | 3AJN20    | 6.89                    |
| У Стива начинается половое созревание, чем обеспокоены Стен и Франсин. Роджер празднует своё 1600-летие.                                                                                    |    |                                                             |                     |                                 |                  |           |                         |
| 2 | 60 | «The One That Got Away» Когда один уходит                   | Тим Парсонс         | Крис МакКена и Мэтт МакКена     | 5 октября 2008   | 3AJN16    | 6.86                    |
| Один из образов Роджера стал жить самостоятельной жизнью. Он тратит все деньги Роджера с кредитной карты.                                                                                   |    |                                                             |                     |                                 |                  |           |                         |
| 3 | 61 | «One Little Word» Одно короткое слово                       | Родни Клауден       | Дэвид Цукерман                  | 19 октября 2008  | 3AJN18    | 6.63                    |
| Начальник Баллок назначает Стена своим «номером первым» и заваливает его разного рода поручениями. Стен не может сказать начальнику «нет», из-за этого у него возникает конфликт с Франсин. |    |                                                             |                     |                                 |                  |           |                         |
| 4 | 62 | «Choosy Wives Choose Smith» Разборчивые жены выбирают Стэна | Джо Даниелло        | Мэтт Фасфелд и Алекс Казбертсон | 2 ноября 2008    | 3AJN15    | 7.09                    |
| Стен узнаёт, что Франсин была помолвлена с другим мужчиной. Он находит этого мужчину и хочет дать Франсин сделать выбор.                                                                    |    |                                                             |                     |                                 |                  |           |                         |
| 5 | 63 | «Escape from Pearl Bailey» Побег из Пёрл Бэйли              | Боб Боуен           | Дэн Веббер                      | 9 ноября 2008    | 3AJN19    | 6.54                    |
| Подружка Стива Дебби баллотируется на пост президента школьного совета и проваливается. Стив мстит победившей стороне.                                                                      |    |                                                             |                     |                                 |                  |           |                         |
| 6 | 64 | «Pulling Double Booty» Потянуть двойную добычу              | Джон Аошима         | Брайн Бойл                      | 16 ноября 2008   | 3AJN21    | 6.76                    |
| Хэйли начинает встречаться с двойником Стена. Стив и Роджер устраиваются работать в курином инкубаторе.                                                                                     |    |                                                             |                     |                                 |                  |           |                         |
| 7 | 65 | «Phantom of the Telethon» Призрак телемарафона              | Брент Вудс          | Майк Баркер и Мэтт Витзмен      | 30 ноября 2008   | 3AJN22    | 5.56                    |
| Стен организовывает телемарафон в поддержку ЦРУ, а Роджер ему всячески мешает, потому что Стен украл его идею.                                                                              |    |                                                             |                     |                                 |                  |           |                         |
| 8 | 66 | «Chimdale» Чимдэйл                                          | Пэм Кук и Дженсен И | Кейт Хейслер                    | 30 ноября 2008   | 3AJN22    | 5.72                    |
| У Стива обнаруживается сколиоз позвоночника, и он вынужден носить поддерживатель спины. Франсин, Роджер и Хэйли едут на неделю в вип спа.                                                   |    |                                                             |                     |                                 |                  |           |                         |
| 9 | 67 | «Stan Time» Время Стэна                                     | Джо Даниелло        | Джонотан Финер                  | 8 февраля 2009   | 4AJN02    | 4.60                    |
| Стен принимает таблетки, заменяющие сон. Стив и Роджер придумывают порносценарий. |    |                                                             |                     |                                 |                  |           |                         |
| 10 | 68 | «Family Affair» Дело семейное                               | Тим Парсонс         | Эрик Дарбин                     | 15 февраля 2009  | 4AJN03    | 5.88                    |
| Роджер изменяет семье Смитов с другими семьями. |    |                                                             |                     |                                 |                  |           |                         |
| 11 | 69 | «Live and Let Fry» Живи и жарь                              | Альберт Калерос     | Лаура МакКреэри                 | 1 марта 2009     | 4AJN04    | 5.66                    |
| В Лэнгли Фолс запрещают трансжир, и Стен организует его контрабанду. Клаус думает, что получил наследство, и отправляет за ним Роджера.                                                     |    |                                                             |                     |                                 |                  |           |                         |
| 12 | 70 | «Roy Rogers McFreely» Рой Роджерс МакФрили                  | Боб Боуен           | Брайн Бойл                      | 8 марта 2009     | 4AJN05    | 5.37                    |
| Роджер становится новым председателем ассоциации домовладельцев и пакостит своими указами Стену за то, что тот не разрешает ему делать напиток под названием «Рой Роджерс».                 |    |                                                             |                     |                                 |                  |           |                         |
| 13 | 71 | «Jack's Back» Возвращение Джека                             | Родни Клауден       | Дэвид Цукерман                  | 15 марта 2009    | 4AJN07    | 5.88                    |
| По просьбе Стива Стен вносит залог за своего отца. Хейли проходит стажировку у Роджера. |    |                                                             |                     |                                 |                  |           |                         |
| 14 | 72 | «Bar Mitzvah Hustle» Перемешать бармицву                    | Брент Вудс          | Крис МакКена и Мэтт МакКена     | 22 марта 2009    | 4AJN06    | 5.84                    |
| Дебби бросает Стива ради Итана. За это Стив пытается обворовать бар-мицву Итана. |    |                                                             |                     |                                 |                  |           |                         |
| 15 | 73 | «Wife Insurance» Жена про запас                             | Джон Аошима         | Эрик Соуммерс                   | 29 марта 2009    | 4AJN08    | 6.02                    |
| Стен отправляется на опасное задание. Роджер и Стив восстанавливают своё сыскное агентство.                                                                                                 |    |                                                             |                     |                                 |                  |           |                         |
| 16 | 74 | «Delorean Story-an» История Делориана                       | Джо Даниелло        | Мэтт Фасфелд и Алекс Казбертсон | 19 апреля 2009   | 4AJN09    | 5.72                    |
| Стив и Стен отправляются в путешествие за дверью для Делориана (машины из «Назад в будущее»).                                                                                               |    |                                                             |                     |                                 |                  |           |                         |
| 17 | 75 | «Every Which Way But Lose» Со всех сторон одной проблемы    | Пэм Кук и Дженсен И | Стив Хели                       | 26 апреля 2009   | 4AJN10    | 5.13                    |
| Команда Стива по футболу побеждает команду Стена. |    |                                                             |                     |                                 |                  |           |                         |
| 18 | 76 | «Weiner of Our Discontent» Причины нашего недовольства      | Тим Парсонс         | Лаура МакКреэри                 | 3 мая 2009       | 4AJN11    | 5.35                    |
| До этого момента Роджер считал, что он решает, жить населению Земли или нет. Тоши ссорится со Стивом.                                                                                       |    |                                                             |                     |                                 |                  |           |                         |
| 19 | 77 | «Daddy Queerest» Недовольный папа                           | Альберт Калероз     | Нанатчка Хан                    | 10 мая 2009      | 4AJN12    | 4.88                    |
| Тэри боится сказать своему отцу, что он — гей. Роджер помогает Стиву напиться. |    |                                                             |                     |                                 |                  |           |                         |
| 20 | 78 | «Stan's Night Out» Свободный вечер Стэна                    | Боб Боуен           | Джим Бернштейн                  | 17 мая 2009      | 4AJN13    | 5.64                    |
| Стен проводит ночь не дома, а с друзьями с работы. Роджер спорит с Хейли, что он красивей её.                                                                                               |    |                                                             |                     |                                 |                  |           |                         |

### Шестой сезон (2009—2010)
| № | #  | Заголовок                                                            | Режиссёр(ы)             | Сценарист(ы)                   | Дата показа      | Код     | Просмотры (В миллионах) |
| --- | -- | -------------------------------------------------------------------- | ----------------------- | ------------------------------ | ---------------- | ------- | ----------------------- |
| 1 | 79 | «In Country...Club» В загородном клубе                               | Джошуа Сервантес        | Мюррей и Джуда Миллер          | 27 сентября 2009 | 4AJN20  | 7.12                    |
| Стив и Стэн проходят через военную реконструкцию войны во Вьетнаме для того, чтобы Стив смог спеть гимн США для ветеранов. Роджер выпытывает у Стэна код платного канала. |    |                                                                      |                         |                                |                  |         |                         |
| 2 | 80 | «Moon Over Isla Island» Луна над островом Исла                       | Родни Клауден           | Джонатан Фенер                 | 4 октября 2009   | 4AJN15  | 7.06                    |
| Генерал острова близ Кубы умирает по вине Стэна, не успев подписать мирный договор. Стэн подменяет его на Роджера. |    |                                                                      |                         |                                |                  |         |                         |
| 3 | 81 | «Home Adrone» Один дома: игра в самолётики                           | Брент Вудс              | Эрик Соммерс                   | 11 октября 2009  | 4AJN14  | 6.67                    |
| Пока семьи нет дома, Стив с друзьями пробираются в комнату Стена и случайно разбивают самолёт ЦРУ. Франсин и Роджер едут провожать Хейли в колледж. Рейс отменяется, и Роджер закатывает истерику из-за отсутствия алкоголя.                                                                                                |    |                                                                      |                         |                                |                  |         |                         |
| 4 | 82 | «Brains, Brains and Automobiles» Мозгами, мозгами и автомобилем      | Пэм Куки и Дженсен И    | Кейт Хайслер                   | 18 октября 2009  | 4AJN18  | 6.20                    |
| Стэн боится остаться с Франсин наедине, потому что считает, что она посчитает его скучным. Роджер решает переехать. |    |                                                                      |                         |                                |                  |         |                         |
| 5 | 83 | «Man in the Moonbounce» Человек на батуте                            | Тим Парсонс             | Брайан Бойл                    | 8 ноября 2009    | 4AJN19  | 4.53                    |
| Стен открыл для себя детские развлечения, которых у него в детстве не было. Из-за проказ суд приговаривает его к 3 месяцам тюрьмы, и на Стива ложится семья и дом. Тем временем, Хейли делает Клаусу прическу. |    |                                                                      |                         |                                |                  |         |                         |
| 6 | 84 | «Shallow Vows» Забытые обеты                                         | Джон Аошима             | Рик Виннер                     | 15 ноября 2009   | 4AJN16  | 5.99                    |
| На двадцатилетнюю годовщину Стэна и Франсин Роджер организует церемонию обновления клятв. |    |                                                                      |                         |                                |                  |         |                         |
| 7 | 85 | «My Morning Straitjacket» Моя утренняя смирительная рубашка          | Крис Беннет             | Майк Баркер                    | 22 ноября 2009   | 4AJN22  | 5.52                    |
| Стен приходит на концерт My Morning Jacket, чтобы забрать оттуда Хейли, но сам заинтересовывается музыкой этой группы. Стэн отправляется в тур за группой вместе с Франсин, которая пытается вернуть его обратно в семью.                                                                                                   |    |                                                                      |                         |                                |                  |         |                         |
| 8 | 86 | «G-String Circus» Шоу со стрингами                                   | Боб Доувен              | Эрик Дурбен                    | 29 ноября 2009   | 4AJN21  | 6.39                    |
| Стен в печали оттого, что Хейли больше не нуждается в его советах. Он открывает свой бизнес, чтоб доказать Хейли, что его идея была лучше. |    |                                                                      |                         |                                |                  |         |                         |
| 9 | 87 | «Rapture’s Delight» Восторг вознесения                               | Джо Даниелло            | Крис МакКенна и Мэтт МакКенна  | 13 декабря 2009  | 4AJN17  | 6.19                    |
| Стэн и Франсин занимались сексом в церкви и поэтому не вознеслись на небо, когда пришёл конец света. Франсин бросила Стена и ушла к Иисусу. Новинка: Первое появление в мультсериале Антихриста. |    |                                                                      |                         |                                |                  |         |                         |
| 10 | 88 | «Don’t Look a Smith Horse in the Mouth» Коню Стэна в зубы не смотрят | Родни Клауден           | Мэтт Фусфелд и Алекс Кухбетсон | 3 января 2010    | 5AJN01  | 5.91                    |
| Стэн покупает лошадь чтобы выиграть на скачках. Тем временем, Стив и друзья ищут себе работу. |    |                                                                      |                         |                                |                  |         |                         |
| 11 | 89 | «A Jones for a Smith» Пристрастие Стена                              | Джон Аошима и Дженсен И | Лаура МакРиари                 | 31 января 2010   | 5AJN02  | 5.06                    |
| Стэн из принципа никому не помогает и не принимает помощь. Он подсаживается на крэк и портит Стиву его новые отношения. |    |                                                                      |                         |                                |                  |         |                         |
| 12 | 90 | «May the Best Stan Win» Пусть победит сильнейший Стэн                | Пэм Кук                 | Мюррей и Джуди Миллер          | 14 февраля 2010  | 55AJN04 | 5.23                    |
| Стэн завещает своё тело в ЦРУ для того, чтобы из него сделали киборга. Киборг возвращается в прошлое, чтобы отбить у Стена Франсин. Стив с друзьями снимают ремейк фильма с использованием куклы для секса. |    |                                                                      |                         |                                |                  |         |                         |
| 13 | 91 | «The Return of the Bling» Возвращение золотишка                      | Джо Даниелло            | Нахначка Хан                   | 21 февраля 2010  | 5AJN03  | 5.64                    |
| Стэн внезапно понимает, что Роджер — его герой. Реджинальд и Хейли идут на ярмарку. |    |                                                                      |                         |                                |                  |         |                         |
| 14 | 92 | «Cops and Roger» Полицейские и воры: Роджер                          | Тим Парсонс             | Эрик Дурбин                    | 11 апреля 2010   | 5AJN06  | 5.09                    |
| На парковке у торгового центра на Франсин нападает грабитель. Роджер показывает свою полную беспомощность, после чего желает стать настоящим мужчиной, и поэтому заканчивает полицейскую академию. Итак, он становится копом, но не простым, а коррумпированным...                                                          |    |                                                                      |                         |                                |                  |         |                         |
| 15 | 93 | «Merlot Down Dirty Shame» Вино бьёт в голову                         | Джошуа Сервантес        | Брайан Бойл                    | 18 апреля 2010   | 5AJN08  | 5.17                    |
| Роджер спасает Стэну жизнь и они становятся лучшими друзьями. Стэн не хочет ехать с Франсин на выставку вин, вместо него едет Роджер. Они с Франсин напиваются, и в номере он целует Франсин. Она намерена рассказать об этом мужу. Роджер не хочет терять амулет дружбы, поэтому он закапывает Франсин в виноградном поле. |    |                                                                      |                         |                                |                  |         |                         |
| 16 | 94 | «Bully for Steve» Хулиган для Стива                                  | Родни Клауден           | Мэтт Фусфелд и Алекс Кухбетсон | 25 апреля 2010   | 5AJN11  | 5.31                    |
| Стэну не нравится, что Стив очень мягкотелый, и становится его персональным хулиганом. В это время Роджер снимает фотографии для портфолио в детективное агентство. Новинка: Первое появление в мультсериале Стэрио. |    |                                                                      |                         |                                |                  |         |                         |
| 17 | 95 | «An Incident at Owl Creek» Происшествие на Оул Крик                  | Джон Аошима и Дженсен И | Алан Коуэн и Алан Фридленд     | 9 мая 2010       | 5AJN10  | 5.75                    |
| Стэн опозорился на вечеринке и это изменило всю его жизнь. Вместе с семьёй он переезжает в другой город, чтобы начать новую жизнь. |    |                                                                      |                         |                                |                  |         |                         |
| 18 | 96 | «Great Space Roaster» Большая космическая жаровня                    | Джо Даниелло            | Джонатан Фенер                 | 16 мая 2010      | 5AJN12  | 5.82                    |
| Семья организовала для Роджера «вечеринку с подшучиванием». После этого Роджер обижается и пытается их убить. |    |                                                                      |                         |                                |                  |         |                         |

### Седьмой сезон (2010—2011)
| № | #   | Заголовок                                                                     | Режиссёр(ы)             | Сценарист(ы)                    | Дата показа     | Код    | Просмотры (В миллионах) |
| --- | --- | ----------------------------------------------------------------------------- | ----------------------- | ------------------------------- | --------------- | ------ | ----------------------- |
| 1 | 97  | «100 A.D.» 100-й выпуск «Американского папаши»                                | Тим Парсонс             | Кейт Хайслер                    | 3 октября 2010  | 5AJN14 | 6.16                    |
| Хейли решает выйти замуж за Джеффа. Стэн обещает 50 тысяч долларов тому, кто расстроит свадьбу. Джефф соглашается не жениться на Хейли если ему дадут 50 тысяч. |     |                                                                               |                         |                                 |                 |        |                         |
| 2 | 98  | «Son of Stan» Папенькин сынок                                                 | Крис Беннетт            | Эрик Соммерс                    | 10 октября 2010 | 5AJN17 | 5.36                    |
| После того, как Стэн создаёт клона Стива, Фрэнсин и Стэн конкурируют друг с другом, чтобы определить, у кого лучшие навыки воспитания. Тем временем Роджер разыскивает новобрачных в Таиланде. |     |                                                                               |                         |                                 |                 |        |                         |
| 3 | 99  | «Best Little Horror House in Langley Falls» Лучший домик ужасов в Лэнгли Фолс | Джон Аошима и Дженсен И | Эрик Соммерс                    | 7 ноября 2010   | 5AJN19 | 6.30                    |
| У Стэна и Франсин на каждый Хеллоуин в течение восьми лет был самый ужасный дом с приведениями, но все изменилось, когда сосед Смитов составил им жесткую конкуренцию. Стэн с помощью Роджера пытается изменить ситуацию в свою пользу. А тем временем Стив влюбился в младшую сестру своего друга Тоси. |     |                                                                               |                         |                                 |                 |        |                         |
| 4 | 100 | «Stan’s Food Restaurant» Ресторанчик Стэна                                    | Джошуа Сервантес        | Брайан Бойл                     | 14 ноября 2010  | 5AJN16 | 5.38                    |
| Стэн в восторге, когда Роджер предлагает помочь ему осуществить заветную мечту — открыть ресторанчик. А тем временем Стив встречает новую девочку в школе, Эшли, которая приглашает его к себе, в то время как её родители за городом. |     |                                                                               |                         |                                 |                 |        |                         |
| 5 | 101 | «White Rice» Белый рис                                                        | Боб Боуэн               | Рик Винер и Кенни Шварц         | 21 ноября 2010  | 5AJN15 | 4.86                    |
| Между Франсин и Стэном вспыхивает ссора. Стэн предлагает жене пойти к консультанту, который гипнотизирует Франсин и пробуждает в ней её заветную мечту — стать комиком. А тем временем Стив приводит домой потенциальное любовное увлечение для Клауса. |     |                                                                               |                         |                                 |                 |        |                         |
| 6 | 102 | «There Will Be Bad Blood» Да будет кровная вражда                             | Джо Даниэлло            | Мюррей и Джуди Миллер           | 28 ноября 2010  | 5AJN20 | 6.13                    |
| Это — День Благодарения в Лэнгли Фолс и, как обычно, Стэн приглашает своего сводного брата, Расти, чтобы похвастаться изобилием удачи и богатства. Но когда Стэн выясняет, что Расти гораздо богаче, Стэн пытается получить то, что считает своим по праву. Но дела идут плохо и Смиты теряют все. |     |                                                                               |                         |                                 |                 |        |                         |
| 7 | 103 | «The People vs. Martin Sugar» Народ против Мартина Шугара                     | Пэм Кук                 | Джонатан Финер                  | 5 декабря 2010  | 5AJN05 | 5.31                    |
| Есть одна вещь, которую Стэн Смит любит больше всего — суд присяжных. Он с нетерпением ждёт очередного приглашения. Но когда Роджер — ответчик в суде, где Стэн председатель жюри присяжных, он, наконец, в состоянии заставить Роджера ответить за свои злодеяния. Между тем, Джефф и Хейли переезжают к Смитам, и Франсин пытается заставить Джеффа взяться за ум. |     |                                                                               |                         |                                 |                 |        |                         |
| 8 | 104 | «For Whom the Sleigh Bell Tolls» По ком звонит рождественский колокол         | Боб Боуэн               | Эрик Дурбин                     | 12 декабря 2010 | 5AJN22 | 6.22                    |
| Стэн дарит Стиву на Рождество автомат Калашникова, хотя Франсин предупреждала мужа, что Стив для подобных подарков слишком молод. Впрочем как обычно, Стэн игнорирует её, но когда Стив случайно подстрелил «Санту» из торгового центра, Смиты решили по-тихому замять инцидент. Рождество Смитов под угрозой… Напоминание: Первое появление вражды Санты-Клауса с семьёй Смитов. |     |                                                                               |                         |                                 |                 |        |                         |
| 9 | 105 | «Fartbreak Hotel» Отель разбитых пердец                                       | Родни Клауден           | Крис и Мэтт МакКенна            | 16 января 2011  | 5AJN18 | 3.54                    |
| После того, как Роджер выпускает смертельно опасный газ в доме Смитов, семья переезжает в отель, пока пары газа не выветрятся окончательно. Без домашних дел и хлопот у Франсин теперь много свободного времени. И после того, как она помогает консьержу отеля, миссис Смит устраивается на работу в строительный бизнес, но понимает, что она создана для семейной жизни. Тем временем Стив возвращается в 1981 год, чтобы встретить художника, который нарисовал портрет девушки его мечты. |     |                                                                               |                         |                                 |                 |        |                         |
| 10 | 106 | «Stanny-Boy and Frantastic» Стэнни-бой и Франтастика                          | Пэм Кук                 | Лаура МакКрери                  | 23 января 2011  | 5AJN13 | 4.81                    |
| Когда Стэн и Франсин знакомятся с молодой парой, Томом и Ками, они понимают, что в их предсказуемой и скучной жизни не хватает адреналина. Но, прикладывая все силы, чтобы не отстать от сумасшедшего и предприимчивого образа жизни младшей пары, Франсин и Стэн изо всех сил пытаются поддержать высокий уровень и придумать план хоть ненадолго притормозить Тома и Ками. |     |                                                                               |                         |                                 |                 |        |                         |
| 11 | 107 | «A Pinata Named Desire» Пиньята и страсть                                     | Боб Боуэн               | Крис и Мэтт МакКенна            | 13 февраля 2011 | 5AJN07 | 3.93                    |
| Роджер, обладая талантом актёрского мастерства, приглашает Стэна посетить актёрские курсы. Однако между ними вспыхивает сопернический дух, когда оба прослушиваются на одну и ту же роль. |     |                                                                               |                         |                                 |                 |        |                         |
| 12 | 108 | «You Debt Your Life» Отдать долг чести                                        | Крис Беннетт            | Эрик Соммерс                    | 20 февраля 2011 | 5AJN09 | 4.25                    |
| После того, как Роджер не соглашается с аргументами Стэна, он съезжает от Смитов, но вскоре узнаёт, что ему уже нашли замену. Тем временем Стив получает в школе новую работу. |     |                                                                               |                         |                                 |                 |        |                         |
| 13 | 109 | «I Am the Walrus» Альфа-самец                                                 | Тим Парсонс             | Кейт Хайслер                    | 27 марта 2011   | 5AJN21 | 4.99                    |
| Стив бросает вызов Стэну в семейном доминировании. |     |                                                                               |                         |                                 |                 |        |                         |
| 14 | 110 | «School Lies» Школьные обманы                                                 | Родни Клауден           | Брайан Бойл                     | 3 апреля 2011   | 6AJN03 | 3.59                    |
| В попытке продвинуться в ЦРУ, Стэн начинает играть в гольф с Сенатором Бакингемом. Дела идут хорошо, пока Роджер случайно не продаёт дочь сенатора наркодилеру, вынуждая Стэна делать выбор между семьёй и карьерой. |     |                                                                               |                         |                                 |                 |        |                         |
| 15 | 111 | «License to Till» Лицензия на...                                              | Джон Аошима и Дженсен И | Мэтт Фасфелд и Алекс Казбертсон | 10 апреля 2011  | 6AJN04 | 3.35                    |
| Когда Стив имеет проблемы со вступлением в группу «Крутые детки», Клаус и Роджер делают ставки, на то, как быстро Роджер может сделать его крутым. |     |                                                                               |                         |                                 |                 |        |                         |
| 16 | 112 | «Jenny Fromdabloc» Дженни Фромдеблок                                          | Боб Боуэн               | Лаура МакКреэри                 | 17 апреля 2011  | 6AJN08 | 4.74                    |
| После того как Снот признаётся Хейли в любви и получает от ворот поворот, Стив и Роджер разрабатывают план ободрить его. Роджер переодевается в кузину Стива из Нью-Джерси, Дженни Фромдэблок, которая очень понравилась Сноту. Тем временем Стэн хочет жить как джентльмен 1960-х, жизнью полную тёмных исков и сухих мартини. |     |                                                                               |                         |                                 |                 |        |                         |
| 17 | 113 | «Home Wrecker» Домашний мародёр                                               | Джо Даниэлло            | Алан Р. Коэн и Алан Фридленд    | 8 мая 2011      | 6AJN05 | 3.29                    |
| Стэн и Франсин спорят по поводу того, как ремонтировать дом. А в это время Стив и парни используют навыки подсчёта Барри в местном казино. |     |                                                                               |                         |                                 |                 |        |                         |
| 18 | 114 | «Flirting With Disaster» Флирт с катастрофой                                  | Пэм Кук                 | Кейт Хейстер                    | 15 мая 2011     | 6AJN06 | 3.89                    |
| Франсин устраивается на работу в офис Стэна. Присутствие жены на работе сильно ограничивает стиль Стэна, а также его возможности флиртовать с сотрудницами. Франсин принимает ответные меры, отчего на работе между ними вспыхивает война… |     |                                                                               |                         |                                 |                 |        |                         |
| 19 | 115 | «Gorillas in the Mist» Гориллы в тумане                                       | Крис Беннетт            | Эрик Дурбин                     | 22 мая 2011     | 5AJN12 | 3.57                    |
| Стэн проводит время «отца-сына» со Стивом в местном зоопарке, но дела идут ужасно, когда Стив проскальзывает на выставку горилл. Тем временем Роджер спорит с Хэйли, что он сможет стать великим певцом кантри, и намеревается написать самую душераздирающую песню всех времен. |     |                                                                               |                         |                                 |                 |        |                         |

### Восьмой сезон (2011—2012)
| № | #   | Заголовок                                                                                           | Режиссёр(ы)                    | Сценарист(ы)                   | Дата показа      | Код    | Просмотры (В миллионах) |
| --- | --- | --------------------------------------------------------------------------------------------------- | ------------------------------ | ------------------------------ | ---------------- | ------ | ----------------------- |
| 1 | 116 | «Hot Water» Горячая ванна                                                                           | Крис Беннетт                   | Мюррей и Джуди Миллер          | 25 сентября 2011 | 6AJN18 | 5.83                    |
| Устав от семьи и работы, Стэн покупает горячую ванну и проводит в ней все своё время. Франсин очень озабочена этим. Скоро и Стэн начинает понимать, что с ванной что-то не так. Напоминание: Это одна из тех серий где происходит в альтернативных вселенных, где Стэн погибает.                                      |     | |                                |                                |                  |        |                         |
| 2 | 117 | «Hurricane!» Ураган!                                                                                | Тим Парсонс                    | Эрик Соммерс                   | 2 октября 2011   | 6AJN07 | 5.80                    |
| В Лэнгли Фаллс наводнение. Стэн и его семья пытаются выжить в затопленном доме и сражаться с дикими животными. |     | |                                |                                |                  |        |                         |
| 3 | 118 | «A Ward Show» Чрезмерная опека                                                                      | Джон О'Дэй                     | Эрик Дурбин                    | 6 ноября 2011    | 6AJN01 | 4.85                    |
| Роджер становится опекуном Стива, между тем, Стэн и Франсин едут в аквапарк. |     | |                                |                                |                  |        |                         |
| 4 | 119 | «The Worst Stan» Плохой шафер                                                                       | Родни Клауден                  | Нахнатачка Хан                 | 13 ноября 2011   | 6AJN11 | 4.87                    |
| В этой серии мы узнаём о новой давней мечте Стэна, быть шафером на свадьбе. Он решает во что бы то ни стало исполнить её, но все получается не так, как задумывал Стэн. Тем временем, Роджер находит шорты, которые делают ноги сексуальными.                                                                         |     | |                                |                                |                  |        |                         |
| 5 | 120 | «Virtual In-Stanity» Виртуальный Стэн                                                               | Данте Фабиеро                  | Джордан Блум и Паркер Дий      | 20 ноября 2011   | 6AJN16 | 4.82                    |
| Стэн понимает, что из-за работы пропустил важные моменты жизни Стива. Он знакомит Стива с Филис, в которую тот тут же влюбляется. Тем временем, Роджер и Клаус крадут лимузин и начинают бомбить по улицам Лэнгли Фолс.                                                                                               |     | |                                |                                |                  |        |                         |
| 6 | 121 | «The Scarlett Getter» Скарлетт Геттер                                                               | Джошуа Сервантес               | Мэтт Фусфелд и Алекс Кухбетсон | 28 ноября 2011   | 6AJN09 | 4.48                    |
| Стэн встречает в кафе Скарлет, в которую был влюблён в юности. Он и Роджер соперничают в своём стремлении её соблазнить. Тем временем, Стив находит счастливые трусики Хейли. |     | |                                |                                |                  |        |                         |
| 7 | 122 | «Season's Beatings» Рождественская битва                                                            | Джо Даниелло                   | Эрик Соммерс                   | 11 декабря 2011  | 6AJN21 | 5.00                    |
| Роджер и Стэн играют в рождественской постановке шопинг-центра. Тем временем, Хейли и Джефф усыновляют ребёнка который является Антихристом. |     | |                                |                                |                  |        |                         |
| 8 | 123 | «The Unbrave One» О трусах и героях                                                                 | Джо Даниелло                   | Рик Винер и Кенни Шварц        | 9 января 2012    | 6AJN21 | 5.00                    |
| Во время киносеанса Стив проявляет малодушие, в результате чего Стэн попадает в весьма неловкую ситуацию. Между тем, результаты медицинского обследования Франсин сулят семье Смитов перемены... |     | |                                |                                |                  |        |                         |
| 9 | 124 | «Stanny Tendergrass» Трудяга Стэн                                                                   | Тим Парсонс                    | Кейт Хайслер                   | 29 января 2012   | 6AJN15 | 4.77                    |
| Стэн 30 лет подрабатывал в загородном клубе, чтобы накопить достаточно денег и стать членом клуба. В этом году он надеется получить заветное место... |     | |                                |                                |                  |        |                         |
| 10 | 125 | «Wheels & the Legman and the Case of Grandpa’s Key» Коляскин и Бегунов, или тайна дедушкиного ключа | Джошуа Сервантес               | Лора Маккрири                  | 12 февраля 2012  | 6AJN17 | 3,59                    |
| Знаменитые детективы Коляскин и Бегунов снова в деле. На этот раз, по просьбе одного из клиентов их агентства, им предстоит столкнуться со страшной тайной загадочного ключа... |     | |                                |                                |                  |        |                         |
| 11 | 126 | «Old Stan in the Mountain» Старик Стэн и горы                                                       | Пэм Кук и Вэлери Флетчер       | Джонатан Финер                 | 19 февраля 2012  | 6AJN14 | 4,43                    |
| Стэн считает, что старикам не место в обществе, однако по воле злого рока ему придётся оказаться на их месте... |     | |                                |                                |                  |        |                         |
| 12 | 127 | «The Wrestler» Рестлер                                                                              | Роди Клауден                   | Алан Р. Коэн и Алан Фридленд   | 4 марта 2012     | 6AJN19 | 4,29                    |
| Школьные спортивные достижения Стэна в реслинге не дают покоя ни ему, ни его семье и поныне. А если кто-то бросит ему вызов? Например, Барри — школьный приятель Стива... |     | |                                |                                |                  |        |                         |
| 13 | 128 | «Dr. Klaustus» Доктор Клауст                                                                        | Джон Аосима и Дженсен И        | Брайан Бойл                    | 11 марта 2012    | 6AJN12 | 4.62                    |
| Что будет, если Клаус сменит Роджера на посту семейного психолога Смитов, в то время, как сам Роджер отправится в Ирак на задание, где кровь и смерть являются обычным делом? |     | |                                |                                |                  |        |                         |
| 14 | 129 | «Stan’s Best Friend» Лучший друг Стэна                                                              | Джон Аосима и Дженсен И        | Джонотан Финер                 | 18 марта 2012    | 6AJN20 | 4.61                    |
| Вопреки протестам Стэна Франсин покупает Стиву собаку. Забавный пёсик становится для Стэна поводом вновь окунуться в проблемы, пережитые в своём детстве. |     | |                                |                                |                  |        |                         |
| 15 | 130 | «Less Money, Mo’ Problems» Чем меньше денег, тем больше проблем                                     | Крис Беннетт                   | Мюррей и Джуди Миллер          | 25 марта 2012    | 6AJN02 | 4.28                    |
| Стэн, устав от иждивенчества Джэфа и Хейли, пытается доказать, что вполне можно прожить и на 938 долларов в месяц. Тем временем, Стив и Роджер пытаются осуществить свою мечту и с шиком прокатиться на "Феррари" назло Клаусу.                                                                                       |     | |                                |                                |                  |        |                         |
| 16 | 131 | «The Kidney Stays In The Picture» Почки остаются в прошлом                                          | Пэм Кук и Вэлери Флетчер       | Рик Винер и Кенни Шварц        | 2 апреля 2012    | 6AJN22 | 4.18                    |
| Социальные сети приходят в жизнь семьи Смитов, в результате чего Франсин восстанавливает связь со своей давней подругой, попойки с которой стоили здоровья уже многим тусовщикам. Чаша сия в этот раз не миновала и Хейли. Да тут ещё и отцовство Стэна под вопросом, а в ЦРУ, наконец-то, испытали машину времени... |     | |                                |                                |                  |        |                         |
| 17 | 132 | «Ricky Spanish» Рики Спэниш                                                                         | Шон Мюррей                     | Эрик Соммерс                   | 6 мая 2012       | 7AJN02 | 4.82                    |
| Нет большего негодяя в маленьком Лэнгли, чем Рики Спэниш. Кто бы мог подумать, что это одна из эпатажных личностей Роджера? В гости к семейству Смитов наведывается старый знакомый... |     | |                                |                                |                  |        |                         |
| 18 | 133 | «Toy Whorey» Игрушечная зрелость                                                                    | Тим Парсонс и Дженнифер Грейвз | Мэтт Фусфелд и Алекс Кухбетсон | 13 мая 2012      | 7AJN01 | 4.13                    |
| Стен решает, что Стиву пора перестать играть с игрушками, и отправляется с ним в Мексику, чтобы снять для Стива проститутку. Тем временем Роджер пытается достать бутылку вина, которое идеально бы подходило к стейку.                                                                                               |     | |                                |                                |                  |        |                         |

### Девятый сезон (2012—2013)
| № | #   | Заголовок | Режиссёр(ы)                    | Сценарист(ы)                   | Дата показа      | Код    | Просмотры (В миллионах) |
| --- | --- | --- | ------------------------------ | ------------------------------ | ---------------- | ------ | ----------------------- |
| 1 | 134 | «Love, AD Style» Любовь в стиле Американского папаши                                                                                   | Джошуа Сервантес               | Эрик Дурбин                    | 30 сентября 2012 | 7AJN03 | 5.25                    |
| На чердаке дома Смиттов Роджер открывает бар с живой музыкой и принимает на работу Хейли в качестве его главного конферансье. Вскоре весь Лэнгли Фолс в восторге от чудесного голоса Хейли, включая Роджера, симпатия которого заходит слишком далеко. Между тем Стэн доказывает свою мужественность, ведя переговоры по покупке нового автомобиля. |     | |                                |                                |                  |        |                         |
| 2 | 135 | «Killer Vacation» Каникулы киллера | Родни Клауден                  | Рик Винер и Кенни Шварц        | 7 октября 2012   | 7AJN05 | 5.18                    |
| Смиты отправляются в отпуск на тропические острова, но Стэну не до расслабления, ведь у него есть приказ убрать координатора развлечений, который по сведениям ЦРУ, бывший военный преступник. Тем временем Хейли и Джефф вносят в отношения былую романтику. А последняя личность Роджера влюбляется в пожилого джентльмена. |     | |                                |                                |                  |        |                         |
| 3 | 136 | «Can I Be Frank With You?» Могу ли я быть с вами откровенным?                                                                          | Пэм Кук и Вэлери Флетчер       | Джуда Миллер                   | 4 ноября 2012    | 7AJN08 | 3.99                    |
| Франсин боится, что они со Стэном отдаляются друг от друга, потому что он проводит много времени со своими приятелями, поэтому находит очень интересное решение этой проблемы. Тем временем Стив и его друзья присоединяются к группе мальчиков для выпуска совместного музыкального видео. |     | |                                |                                |                  |        |                         |
| 4 | 137 | «American Stepdad» Американский отчим                                                                                                  | Шон Мюррей                     | Джордан Блум и Паркер Дий      | 18 ноября 2012   | 7AJN10 | 4.21                    |
| После того как умирает отчим Стэна, он приглашает свою мать переехать жить к ним. Но ситуация становится слишком напряжённой, когда Роджер вынужден делить с ней чердак. Несмотря на это Роджер и мать Стэна влюбляются и женятся, а значит теперь Стэн вынужден общаться с Роджером, как с новым отчимом. Между тем Стив с друзьями во время велопрогулки находят обломки таинственной авиакатастрофы, среди которых давно потерянный сценарий фильма "Форсаж", который они намерены снять. |     | |                                |                                |                  |        |                         |
| 5 | 138 | «Why Can't We Be Friends?» Почему мы не можем быть друзьями?                                                                           | Дженсен И                      | Джонотан Финер                 | 2 декабря 2012   | 7AJN06 | 4.25                    |
| Стэн решает, что Снут не достаточно крут, чтобы быть лучшим другом Стива. И, придя к такому выводу, Стэн решает разнять их, устроив стрельбу в кафе-мороженое, в которой Снут стал единственным свидетелем, который сразу же отправлен в программу защиты свидетелей ЦРУ. Тем временем, Роджер нанимает Джеффа для уборки его чердака. |     | |                                |                                |                  |        |                         |
| 6 | 139 | «Adventures in Hayleysitting» Приключения с Хэйли-сиделкой                                                                             | Тим Парсонс и Дженнифер Грейвз | Мэтт Фусфелд и Алекс Кухбетсон | 9 декабря 2012   | 7AJN?? | 4.67                    |
| Постоянная нянька семьи Смитов, Линдси, ломает ногу в футбольном матче. Стен и Франсин решают оставить Стива на попечительство Хэйли. |     | |                                |                                |                  |        |                         |
| 7 | 140 | «National Treasure 4: Baby Franny: She's Doing Well: The Hole Story» Сокровище нации 4: Крошка Франни: Она делает хорошо: История норы | Крис Беннетт                   | Мюррей Миллер                  | 16 декабря 2012  | 7AJN19 | 4.21                    |
| Прошло целых 35 лет с того самого момента, как Франсин, будучи пятилетней крошкой, упала на дно глубокого колодца и была спасена отважным пожарным. В честь этой знаменательной даты родной город Франсин устраивает праздник, но сама виновница торжества от этого совсем не в восторге - её гложет чувство вины, ведь тот самый пожарный, спасший "Детку Франни", сам из злосчастного колодца так и не выбрался...                                                                         |     | |                                |                                |                  |        |                         |
| 8 | 141 | «Finger Lenting Good» Симуляция покаяния                                                                                               | Джо Даниелло                   | Лора МакКрири                  | 6 января 2013    | 7AJN?? | 5.65                    |
| На время Великого Поста Франсин призывает семью отказаться от вредных привычек, но, напившись до беспамятства на Mardi Gras пати Роджера, семья решает, что это довольно-таки сложно. Они собираются забрать своё обещание, данное Франсин, назад, но в это дело вмешивается Баллок. Семье Смитов приходится делать нелегкий выбор. Между тем Роджер находит накладку для груди, в обладательницу которой ему посчастливилось влюбиться. Влюблённый Роджер отправляется на поиски...         |     | |                                |                                |                  |        |                         |
| 9 | 142 | «The Adventures of Twill Ongenbone And His Boy Jabari» Приключение Твила Онгенбона и его сына Джабари                                  | Джошуа Сервантес               | Брайан Бойл                    | 13 января 2013   | 7AJN?? | 4.82                    |
| Франсин пытается научить Роджера понять, что такое тяжелый труд. Роджер перевоплащается в "Твила Онгенбона" - профессора с фальшивой учёной степенью по археологии. Но скоро Франсин сожалеет о своём решении... Тем временем Стив спрашивает Стена о его прошлом для школьного проекта. Стив в шоке от того, что ему удаётся узнать об отце. |     | |                                |                                |                  |        |                         |
| 10 | 143 | «Blood Crieth Unto Heaven» Кровь вопиёт к небесам                                                                                      | Джо Даниелло                   | Брайан Бойл                    | 27 января 2013   | 7AJN13 | 4.27                    |
| Когда Франсин приглашает на день рождения Стена его отца Джека, отбывающего наказание в тюрьме, выползает наружу тёмная тайна семьи Смитов. В этой серии Роджер перевоплащается в горничную Эдну, которая воспитывает чужого ребёнка. |     | |                                |                                |                  |        |                         |
| 11 | 144 | «Max Jets» Макс Джетс | Тим Парсонс и Дженнифер Грейвз | Кейт Хайслер                   | 10 февраля 2013  | 7AJN14 | 3.88                    |
| Роджер сообщает, что Макс Джетс - золотоискатель, а по совместительству один из самых богатых характеров Рожера, скоро выходит из тюрьмы. Выйдя из тюрьмы, Макс влюбляется в официантку Джину, которая может оставить семью Смитов без наследства богатого золотоискателя. |     | |                                |                                |                  |        |                         |
| 12 | 145 | «Naked to the Limit, One More Time» Максимально голый, ещё раз                                                                         | Крис Беннетт                   | Кейт Хайслер                   | 27 января 2013   | 7AJN13 | 4.15                    |
| Джэфф выясняет, что Роджер является инопланетянином. Теперь Стену ничего не остаётся, кроме как убить одного из них. |     | |                                |                                |                  |        |                         |
| 13 | 146 | «For Black Eyes Only» Только для чёрных глаз                                                                                           | Дженсен И                      | Джонотан Финер                 | 10 февраля 2013  | 7AJN14 | 3.27                    |
| Во 2-й части душещипательной саги, которая является пародией на Джеймса Бонда, медовый месяц Стена и Франсин жестоко прерван, когда Чёрный злодей стреляет в Секспуна Такоми. Стен решает отомстить злодею. |     | |                                |                                |                  |        |                         |
| 14 | 147 | «Spelling Bee My Baby» Правописание моего ребёнка                                                                                      | Родни Клауден                  | Лесли Вак Вебстер              | 24 марта 2013    | 7AJN15 | 4.53                    |
| Франсин обнаруживает у Стива талант правописания, который поможет ему попасть в колледж. Стен и Роджер пытаются заставить Хейли забыть Джеффа и приглашают её приобщить к бадминтону. |     | |                                |                                |                  |        |                         |
| 15 | 148 | «The Missing Kink» Недостающая странность                                                                                              | Пэм Кук и Вэлери Флетчер       | Джефф Чанг и Эрик Зиобровски   | 14 апреля 2013   | 7AJN16 | 4.23                    |
| Франсин развивает интерес к порке. Хейли пытается найти себе нового спутника жизни, но вместо этого идёт на ужин с Соплёй. |     | |                                |                                |                  |        |                         |
| 16 | 149 | «The Boring Identity» Скучная личность                                                                                                 | Дженсен И                      | Эрик Соммерс                   | 21 апреля 2013   | 7AJN17 | 3.81                    |
| Оказывается во флориде в одном из ресторанов работает "реальный" Усама Бен Ладен. ЦРУ организовывает операцию по захвату террориста № 1 во время которой Стен ударяется головой об игровой автомат и теряет память. Франсин пользуется случаем, чтобы с нуля сформировать в Стене идеального мужчину. |     | |                                |                                |                  |        |                         |
| 17 | 150 | «The Full Cognitive» Полное познание                                                                                                   | Шон Мюррей                     | Эрик Дурбин                    | 28 апреля 2013   | 7AJN18 | 4.03                    |
| Стен шокирован, когда руководство говорит ему, что заместитель директора Баллак начинает страдать слабоумием. Стену необходимо незаметно стереть ему память. К Стиву в школе пристаёт хулиган, Роджер берётся помочь ему. |     | |                                |                                |                  |        |                         |
| 18 | 151 | «Lost in Space» Затерянные в космосе                                                                                                   | Крис Беннетт                   | Майк Баркер                    | 5 мая 2013       | 7AJN20 | 5.00                    |
| Вместо себя, Роджер отправляет Джеффа к себе на родину. Но вместо этого Джефф попадает на космолёт инопланетян расы Роджера и становится их рабом. Как оказалось после, космолёт - это большой космический торговый центр, в котором шопингом занимается император. |     | |                                |                                |                  |        |                         |
| 19 | 152 | «Da Flippity Flop» Флипити Флоп | Родни Клауден                  | Мэтт Вейцман                   | 12 мая 2013      | 7AJN21 | 4.01                    |
| Клаус находит своё настоящее тело и хочет, чтобы Стен помог ему вернуть его. Но Стен отказывается в помощи, и Клаус меняется с ним телами. Тем временем Роджер превращает чердак в тренажёрный зал. |     | |                                |                                |                  |        |                         |

### Десятый сезон (2013—2014)
| № | #   | Заголовок                                                                   | Режиссёр(ы)                    | Сценарист(ы)                | Дата показа      | Код    | Просмотры (В миллионах) |
| --- | --- | --------------------------------------------------------------------------- | ------------------------------ | --------------------------- | ---------------- | ------ | ----------------------- |
| 1 | 153 | «Tubular adventures of Steve and Snot» Тубулярные приключения Стива и Снота | Джо Даниелло                   | Джордан Блум и Паркер Дий   | 29 сентября 2013 | 8AJN01 | 4.32                    |
| Стив и Снот ищут спутниц для выпускного бала.Однако у них ничего не получается и им приходится воспользоваться изобретением ЦРУ, клонировав девушек при помощи ДНК. Стэн, опасаясь разоблачения ЦРУ, расстреливает клонов. |     |                                                                             |                                |                             |                  |        |                         |
| 2 | 154 | «Poltergeist» Полтергазм                                                    | Пэм Кук и Вэлери Флетчер       | Мэтт МакКенна               | 6 октября 2013   | 8AJN02 | 4.47                    |
| В доме Смитов заводится полтергейст.Выясняется, что причиной появления призрака в доме — неудовлетворение Франсин в постели. |     |                                                                             |                                |                             |                  |        |                         |
| 3 | 155 | «Male wild» Самец,дикий                                                     | Джошуа Сервантес               | Бретт Салли и Роберт Маитиа | 3 ноября 2013    | 8AJN05 | 3.75                    |
| Стэн начинает считать Стива мужчиной, с того момента, как он убил оленя. Стив, мучимый совестью, начинает воспитывать оленят оставшихся без родителей. Тем временем, Роджер и Клаус путешествуют на машине, чтобы увидеть "пять нулей" на одометре. |     |                                                                             |                                |                             |                  |        |                         |
| 4 | 156 | «Walker for the perineum» Ходунки для промежности                           | Тим Парсонс и Дженнифер Грейвз | Дэн Веббэр                  | 11 ноября 2013   | 8AJN03 | 3.55                    |
| Стэн получает травму паха и его голос становится высоким.Стив и Франсин воруют магазины.Однако Стива ловят и увозят в Венесуэлу.Франсин приходится приложить усилия, чтобы спасти Стива.. |     |                                                                             |                                |                             |                  |        |                         |
| 5 | 157 | «Turkey Kung PAO» Индейка Кунг Пао                                          | Ронни Клауден                  | Эрик Ричтер                 | 24 ноября 2013   | 8AJN07 | 3.86                    |
| Стэн возмущем тем, что Франсин пригласила своих приёмных родителей на День Благодарения. Тем временем мать Франсин пытается отвлечь тоскующую Хейли от Джефа, знакомя её с китайским парнем по имени Сон Член Вынь. |     |                                                                             |                                |                             |                  |        |                         |
| 6 | 158 | «Independent Movie» Независимое кино                                        | Шон Мюррей                     | Джуди Миллер                | 1 декабря 2013   | 8AJN04 | 3.50                    |
| У Снота умер отец. И Стив с друзьями везут его на похороны. |     |                                                                             |                                |                             |                  |        |                         |
| 7 | 159 | «Faking Bad» Плохая подделка                                                | Дженсен И                      | Джон Юнхолз                 | 8 декабря 2013   | 8AJN08 | 4.36                    |
| Хейли пользуется умением Стива подделывать документы, и развивает подпольный бизнес. Роджер хочет подмять бизнес под себя. Стэн получил приказ поймать преступников. |     |                                                                             |                                |                             |                  |        |                         |
| 8 | 160 | «Minstrel Krampus» Менестрель Крампус                                       | Джошуа Сервантес               | Мюррей и Джуди Миллер       | 15 декабря 2013  | 7AJN19 | 5.00                    |
| Стэн выпускает "злого" символа рождества, которого запер его отец - Крампуса. |     |                                                                             |                                |                             |                  |        |                         |
| 9 | 161 | «Vision: Impossible» Видение: невыполнимо                                   | Пэм Кук и Вэлери Флетчер       | Али Уоллер                  | 5 января 2014    | 8AJN10 | 5.03                    |
| Роджер после аварии открывает в себе прорицание. |     |                                                                             |                                |                             |                  |        |                         |
| 10 | 162 | «Familyland» Семьяленд                                                      | Джо Даниелло                   | Джо Чандлер и Ник Вегенер   | 12 января 2014   | 8AJN09 | 4.47                    |
| Смиты посещают семейный парк, владелец которого заморозил себя, но не заморозил свой разум и наблюдал как его детище делалось не таким как он его представлял. И разморозившись он закрывает парк вместе с посетителями. |     |                                                                             |                                |                             |                  |        |                         |
| 11 | 163 | «Cock of the Sleepwalk» Хер из сновидений                                   | Шон Мюррей                     | Брайан Бойл                 | 26 января 2014   | 8AJN12 | 3.30                    |
| После выполнения очередной миссии. Коллеги поздравляют его с сотым убийством. После чего у него стало проявляться раздвоение личности, когда он засыпал просыпался добрый Стэн. |     |                                                                             |                                |                             |                  |        |                         |
| 12 | 164 | «Introducing the Naughty Stewardesses» Представление непослушных стюардесс  | Джошуа Сервантес               | Джуди Миллер                | 16 марта 2014    | 8AJN13 | 2.71                    |
| Стэн и Франсин на время отпуска устраиваются стюардами. Роджер поменялся со Стивом лицами, чтобы помочь ему начать встречаться с девушкой. Но девушка оказалась беременной. |     |                                                                             |                                |                             |                  |        |                         |
| 13 | 165 | «I Ain't No Holodeck Boy» Я не мальчик-Holodeck                             | Дженсен И                      | Мэтт МакКенна               | 23 марта 2014    | 8AJN16 | 2.70                    |
| Стэн захотел отвлечь Стива и его друзей от видео игр и вывести их в лес,но Франсин запретила ему. Но после того как Булак показал новую разработку - комнату воссоздания реальности, Стэн решает тайком поместить детей в комнату и воссоздать там лес. Хейли хочет найти "слабое место Роджера" и покупает солнце его системы |     |                                                                             |                                |                             |                  |        |                         |
| 14 | 166 | «Stan Goes on the Pill» Стэн подсаживается на колёса                        | Крис Беннетт                   | Бретт Коули и Роберт Майтиа | 30 марта 2014    | 8AJN14 | 2.79                    |
| В ЦРУ изобрели таблетку, позволяющую мужчинам не слышать женщин, но лаборант была женщиной и никто из агентов не услышал её предупреждения. Стэн решил принять таблетку, чтобы сделать вид что слушает Франсин. Как оказалось, агентам дали полтаблетки, а целая таблетка превращает мужчину в женщину. Роджер и Клаус в связи с тем что Стэн стал женщиной открывают бизнес по продаже костюмов. Лаборант из ЦРУ находит антидот и передаёт его Булоку, но у него свои планы на Стэна. |     |                                                                             |                                |                             |                  |        |                         |
| 15 | 167 | «Honey, I'm Homeland» Дорогая, я вернулся на родину                         | Тим Парсонс и Дженнифер Грейвз | Дэн Веббэр                  | 6 апреля 2014    | 8AJN11 | 2.68                    |
| Стэн работает под прикрытием на митинге анти-капиталистов "Оккупируй", и его разоблачают и похищают. Там они промывают ему мозги. Но лишь одна Хейли видит изменение в отце и следит за ним. Роджер пытается решить проблему со свечами, которые он хотел перепродать на день памяти Стэна. |     |                                                                             |                                |                             |                  |        |                         |
| 16 | 168 | «She Swill Survive» Она пережила бодун                                      | Крис Беннетт                   | Рик Сингер                  | 13 апреля 2014   | 8AJN06 | 2.36                    |
| Стэн хочет войти в круг приближённых к Булоку. Хейли и Роджер открывают свой бар на крыше. Клаус рассказывает Стиву и Сноту разные немецкие истории. |     |                                                                             |                                |                             |                  |        |                         |
| 17 | 169 | «Rubberneckers» Глазеющий                                                   | Родни Клауден                  | Джо Чандлер и Ник Вегенер   | 27 апреля 2014   | 8AJN15 | 2.40                    |
| Стэн стал заглядываться на девушек и попал в аварию. И теперь он пытается скрыть истинную причину аварии от Франсин и страхового агента. Роджер с Клаусом пролили вино на новый белый диван. |     |                                                                             |                                |                             |                  |        |                         |
| 18 | 170 | «Permanent Record Wrecker» Мародёры личных дел                              | Тим Парсонс и Дженнифер Грейвз | Брайан Бойл                 | 4 мая 2014       | 8AJN19 | 2.51                    |
| Стэна уволили из ЦРУ, и он устраивается в магазин, там где работает Стив. Роджер продал душу дьяволу, чтобы научиться играть на гитаре и выиграть спор с гитаристом в кафе. |     |                                                                             |                                |                             |                  |        |                         |
| 19 | 171 | «News Glance with Genevieve Vavance» Взгляд на новости с Женевьевой Вэвэнс  | Шон Мюррей                     | Али Уоллер                  | 11 мая 2014      | 8AJN20 | 2.40                    |
| Роджер открыл свой телеканал. Стив опозорился на уроке и сбежал из дома. Роджер делает из этого сенсацию. |     |                                                                             |                                |                             |                  |        |                         |
| 20 | 172 | «The Longest Distance Relationship» Самые долгие отношения на расстоянии    | Пэм Кук и Вэлери Флетчер       | Джордан Блум и Паркер Дий   | 18 мая 2014      | 8AJN18 | 2.36                    |
| Прошёл год с того момента как Джеф попал на инопланетный корабль, Хейли тоскует по нему, но попав в больницу, она знакомится с молодым олигархом. Всё бы хорошо, но Стив нечаянно поймал сигнал Джефа. |     |                                                                             |                                |                             |                  |        |                         |

### Одиннадцатый сезон (2014)
| № | #   | Заголовок                                            | Режиссёр(ы)      | Сценарист(ы) | Дата показа      | Код    | Просмотры (В миллионах) |
| --- | --- | ---------------------------------------------------- | ---------------- | ------------ | ---------------- | ------ | ----------------------- |
| 1 | 173 | «Roger Passes the Bar» Роджер передаёт бар           | Джошуа Сервантес | Чарли Суози  | 14 сентября 2014 | 8AJN21 | 2.62                    |
| Роджер вынужден продать свой любимый бар на чердаке сети ресторанов, после перенесённого сердечного приступа, а новая соседка, которая недавно была зарегистрирован как секс-преступница, обещает лишить девственности Стива и его друзей в обмен на работу по дому.                                                               |     |                                                      |                  |              |                  |        |                         |
| 2 | 174 | «A Boy Named Michael» Мальчик по имени Майкл         | Джо Даниелло     | Эрик Ричтер  | 14 сентября 2014 | 8AJN17 | 2.66                    |
| Роджер переезжает жить к Грегу и Терри |     |                                                      |                  |              |                  |        |                         |
| 3 | 175 | «Blagsnarst, A Love Story» Блегснарст, история любви | Крис Беннетт     | Уэс Лакей    | 21 сентября 2014 | 8AJN22 | 3.03                    |
| Роджер и Франсин обнаруживают в лесу инопланетянку по имени Блегснарст, с которой Роджер сразу заводит роман. После первой же жаркой ночи, узнаётся, что Блегснарст очень капризная и имеет множество причуд, которые портят их отношения. Роджер пытается избавиться от неё, сдав её ЦРУ, но понимает, что не может пойти на это. |     |                                                      |                  |              |                  |        |                         |

### Двенадцатый сезон (2014—2015)
| № | #   | Заголовок                                                                                     | Режиссёр(ы)                    | Сценарист(ы)                                                                             | Дата показа     | Код    | Просмотры (В миллионах) |
| --- | --- | --------------------------------------------------------------------------------------------- | ------------------------------ | ---------------------------------------------------------------------------------------- | --------------- | ------ | ----------------------- |
| 1 | 176 | «Blonde Ambition» Блондинка с амбициями                                                       | Родни Клауден                  | История: Эван Сэндмен и Карло Харт Телеспектакль: Уэйн Даблин, Карло Харт и Эван Сэндмен | 20 октября 2014 | 9AJN01 | 1.09                    |
| Хейли для привлечения внимания к проблемам Земли решает перекраситься в блондинку. А Стен и Стив отправляются на поиски нового дома для семьи.                                                                                        |     |                                                                                               |                                |                                                                                          |                 |        |                         |
| 2 | 177 | «CIAPOW» ЦРУ в плену                                                                          | Дженсен И                      | Джо Чандлер и Ник Вегенер                                                                | 27 октября 2014 | 9AJN02 | 1.15                    |
| Стен, чтобы доказать, что люди лучше роботов, отправляется на задание вместо Дрона, из-за чего все попадают в плен. А остальные члены семьи устроили в гостиной замедленную гонку.                                                    |     |                                                                                               |                                |                                                                                          |                 |        |                         |
| 3 | 178 | «Scents and Sensei-bility» Запахи и Сэнсэй-сила                                               | Тим Парсонс и Дженнифер Грейвз | Уэйн Даблин, Карло Харт и Эван Сэндмен                                                   | 3 ноября 2014   | 9AJN05 | 1.22                    |
| Стив и Снот устают от задир в школе и решают записаться в секцию каратэ, где Сноту промывает мозги сенсей. Стив решает вытащить Снота. А Клаус начинает издавать ужасный запах и перестаёт быть домашним питомцем в доме.             |     |                                                                                               |                                |                                                                                          |                 |        |                         |
| 4 | 179 | «Big Stan on Campus» Большой Стэн в лагере                                                    | Пэм Кук и Вэлери Флетчер       | Брайан Бойл                                                                              | 10 ноября 2014  | 9AJN04 | 1.16                    |
| ЦРУ сокращает расходы и штат. Стен добровольно уходит на должность охранника студгородка. А Роджер пытается повысить доход семьи и превращает дом в гостиницу.                                                                        |     |                                                                                               |                                |                                                                                          |                 |        |                         |
| 5 | 180 | «Now and Gwen» Теперь и Гвен                                                                  | Крис Беннет                    | Рейчел Богерт и Эмили Вуд                                                                | 17 ноября 2014  | 9AJN06 | 1.31                    |
| Сестра Франсин приезжает в городок, но понемногу Хейли начинает чуять неладное. Стен учит Стива как правильно обнимать тетю Гвен. Ну а Клаус и Роджер устраивают театр теней.                                                         |     |                                                                                               |                                |                                                                                          |                 |        |                         |
| 6 | 181 | «Dreaming of a White Porsche Christmas» Мечтая о белом рождественском Порше                   | Шон Мюррей                     | Брайан Бойл                                                                              | 1 декабря 2014  | 9AJN08 | 1.01                    |
| Стен сожалеет, что у него никогда не было беззаботной жизни как у директора Льюиса. Происходит рождественское чудо и Стен с Льюисом меняются местами.                                                                                 |     |                                                                                               |                                |                                                                                          |                 |        |                         |
| 7 | 182 | «LGBSteve» ЛГБСтив                                                                            | Джо Даниелло                   | Эрик Ричтер                                                                              | 23 февраля 2015 | 9AJN11 | 1.10                    |
| Хейли очень мечтает попасть в женскую сборную по роллер-дерби. Они соглашаются её взять, но при условии, что она возьмёт и свою «сестру» Стива. А Роджер становится администратором роликового катка.                                 |     |                                                                                               |                                |                                                                                          |                 |        |                         |
| 8 | 183 | «Morning Mimosa» Утренняя Мимоза                                                              | Джошуа Сервантес               | Али Уоллер                                                                               | 2 марта 2015    | 9AJN07 | 1.14                    |
| Стив ссорится с матерью, после чего та отказывается ему готовить. Стив решает делать это сам и становится успешным шеф-поваром. Стен же думает, что может делать людей невидимыми просто щелчком пальцев.                             |     |                                                                                               |                                |                                                                                          |                 |        |                         |
| 9 | 184 | «My Affair Lady» Моя Деловая Леди                                                             | Джо Даниелло                   | Тереза Хсиао                                                                             | 9 марта 2015    | 9AJN03 | 1.149                   |
| Хейли устраивается на новую работу и заводит роман с женатиком. А Стен отвозит Стива и Франсин на танцы матери и сына. |     |                                                                                               |                                |                                                                                          |                 |        |                         |
| 10 | 185 | «A Star is Reborn» Звезда возрождается                                                        | Родни Клауден                  | Бретт Коули и Роберт Майтиа                                                              | 16 марта 2015   | 9AJN09 | 1.106                   |
| Стен и Франсин отправляются в отпуск в Лос-Анджелес, где Стен окунается в мир старого Голливуда, а потом начинает думать, что он перерождённая звезда Леонард Принц.сюжет серии является аллюзией на фильм 1950 года "Бульвар Сансет" |     |                                                                                               |                                |                                                                                          |                 |        |                         |
| 11 | 186 | «Manhattan Magical Murder Mystery Tour» Манхэттенское загадочное убийство в таинственном туре | Дженсен И                      | Кирк Дж. Руделль                                                                         | 23 марта 2015   | 9AJN10 | 1.02                    |
| Франсин пишет бестселлер и её приглашают в Нью-Йорк на церемонию вручения премии «Большое яблоко». Стен и Хейли весь день болтаются с актёром Робертом Вулем, а Стив и Роджер перевоплощаются в Коляскина и Бегунова.                 |     |                                                                                               |                                |                                                                                          |                 |        |                         |
| 12 | 187 | «The Shrink» Уменьшение                                                                       | Пэм Кук и Вэлери Флетчер       | Бретт Коули и Роберт Майтиа                                                              | 30 марта 2015   | 9AJN12 | 1.11                    |
| Стен становится свидетелем смертельной автокатастрофы и обращается к психоаналитику за помощью. А Роджер и Клаус пробуют себя в дегустации вин.                                                                                       |     |                                                                                               |                                |                                                                                          |                 |        |                         |
| 13 | 188 | «Holy Shit, Jeff's Back!» Охренеть, Джеф вернулся!                                            | Тим Парсонс и Дженнифер Грейвз | Джо Чандлер и Ник Вегенер                                                                | 18 мая 2015     | 9AJN13 | 1.179                   |
| Джефф возвращается из космоса... или нет? Между тем, Стив взялся присматривать за хомяком Снота. |     |                                                                                               |                                |                                                                                          |                 |        |                         |
| 14 | 189 | «American Fung» Американский Фунг                                                             | Крис Беннет                    | Грег Коуэн                                                                               | 25 мая 2015     | 9AJN14 | 0.913                   |
| Сет Макфарлейн продаёт шоу китайскому миллиардеру, и Стен забывает про годовщину свадьбы. Чтобы выиграть немного времени для годвщины, он пристраивает Франсин в приют.                                                               |     |                                                                                               |                                |                                                                                          |                 |        |                         |
| 15 | 190 | «Seizures Suit Stanny» Припадочный иск Стенни                                                 | Джошуа Сервантес               | Эрик Дурбин                                                                              | 1 июня 2015     | 9AJN15 | 1.113                   |
| Стен попадает в аварию, но скрывает от всех, что отвлекался на СМС за рулём. Его начинают пичкать таблетками, от которых появляются странные побочные эффекты. А Роджер помогает Стиву справиться с его страхом.                      |     |                                                                                               |                                |                                                                                          |                 |        |                         |

### Тринадцатый сезон (2016)
| № | #   | Заголовок | Режиссёр(ы)                    | Сценарист(ы)                | Дата показа     | Код    | Просмотры (В миллионах) |
| --- | --- | --- | ------------------------------ | --------------------------- | --------------- | ------ | ----------------------- |
| 1 | 191 | «Roots» Корни | Шон Мюррей                     | Бретт Коули и Роберт Майтиа | 25 января 2016  | AAJN01 | 1.037                   |
| Стэн раскрывает тайну о дереве, что оно ему как отец, и запрещает его вырубать. Тем временем, Стив пытается понять, почему он не растёт дальше.                                                                                     |     | |                                |                             |                 |        |                         |
| 2 | 192 | «The Life Aquatic with Steve Smith» Водная жизнь со Стивом Смитом                                                                          | Родни Клауден                  | Кирк Дж. Руделль            | 1 февраля 2016  | AAJN02 | 0.951                   |
| Стив присоединяется к команде водного поло старшей школы. Между тем Стен и Роджер обзаводятся лодкой. |     | |                                |                             |                 |        |                         |
| 3 | 193 | «Hayley Smith, Seal Team Six» У Хейли переворот детства                                                                                    | Дженсен И                      | Тереза Хсиао                | 8 февраля 2016  | AAJN03 | 1.00                    |
| Разум Хейли повернулся вспять и она стала считать себя шестилетней. Стив с друзьями заполучают тиховарку. |     | |                                |                             |                 |        |                         |
| 4 | 194 | «N.S.A. (No Snoops Allowed)» А.Н.Б., или ищейкам вход воспрещён                                                                            | Джо Даниелло                   | Стив Хели                   | 15 февраля 2016 | AAJN04 | 1.07                    |
| Стив обнаруживает N.S.A. , находясь на работе со Стэном. Хейли решает съесть мяса за один день. |     | |                                |                             |                 |        |                         |
| 5 | 195 | «Stan Smith as Keanu Reeves as Stanny Utah in Point Breakers» Стен Смит как Стенни Юта как в Киану Ривз                                    | Тим Парсонс и Дженнифер Грейвз | Джо Чандлер и Ник Вегенер   | 22 февраля 2016 | AAJN05 | 1.05                    |
| Стэн идёт под прикрытием в качестве серфера. Стив дружит с бродягой. Хейли беременна. Роджер пытается провести чемпионат мира по футболу во дворе.                                                                                  |     | |                                |                             |                 |        |                         |
| 6 | 196 | «Kiss Kiss Cam Cam» Чмоки-чмоки на камеру                                                                                                  | Крис Беннет                    | Джордан Блум и Паркер Дий   | 29 февраля 2016 | AAJN07 | TBA                     |
| Стен дарит Франсин на день рождения билеты на бейсбол, но все идёт наперекосяк после поцелуя на камеру. А Стив и Роджер отправляются в Неваду на борьбу с загрязнением воды.                                                        |     | |                                |                             |                 |        |                         |
| 7 | 197 | «The Devil Wears a Lapel Pin» Дьявол носит нагрудный значок                                                                                | Джошуа Сервантес               | Зак Розенблатт              | 7 марта 2016    | AAJN08 | TBA                     |
| В то время как Стену поручили составить календарь для ЦРУ, Хейли пытается его уничтожить. Тем временем, Роджер получает кредитку и инсценирует свою смерть, чтобы не возвращать огромную задолженность.                             |     | |                                |                             |                 |        |                         |
| 8 | 198 | «Stan-Dan Deliver» Выстэнить и добиться | Шон Мюррей                     | Рейчел Богерт и Эмили Вуд   | 14 марта 2016   | AAJN09 | TBA                     |
| Роджер становится учителем в школе Стива и получает класс с детьми из малоимущих семей. Тем временем, Стэн и Франсин посещают дом престарелых, где Стэн решает остаться.                                                            |     | |                                |                             |                 |        |                         |
| 9 | 199 | «Anchorfran» Телефрансин | Родни Клауден                  | Джефф Кауфман               | 21 марта 2016   | AAJN11 | TBA                     |
| Франсин становится соведущей новостей вместе с Грегом, когда тот расстаётся с Терри. Роджер становится одержимым вымышленным персонажем из старой игры «Телефон мечты».                                                             |     | |                                |                             |                 |        |                         |
| 10 | 200 | «The Two Hundred» Две сотни | Дженсен И                      | Бретт Коули и Роберт Майтиа | 28 марта 2016   | AAJN10 | TBA                     |
| Стэн, весь забитый татуировками, одиноко бродит по опустошённому Лэнгли Фолс. Ему мерещатся призраки. Тем временем загадочный объект, известный как «Две Сотни» устраивает хаос в городе и разлучает Стэна со своей семьёй.         |     | |                                |                             |                 |        |                         |
| 11 | 201 | «The Unincludeds» Невовлечённые | Тим Парсонс и Дженнифер Грейвз | Али Уоллер                  | 11 апреля 2016  | AAJN06 | TBA                     |
| Стив и Снот меняют своё будущее, когда устраивают вечеринку для неудачников. Роджер приходит в ярость, когда официантка не одобряет его заказ, а Стэн и Франсин проводят свой отпуск в Боснии.                                      |     | |                                |                             |                 |        |                         |
| 12 | 202 | «The Dentist's Wife» Жена дантиста | Джо Даниелло                   | Чарли Суози                 | 18 апреля 2016  | AAJN12 | TBA                     |
| Роджер теряет индивидуальность после того как притворяется женой местного дантиста. Тем временем, Клаус устраивает вечеринку, когда Стэн и дети простудились после тренировки.                                                      |     | |                                |                             |                 |        |                         |
| 13 | 203 | «Widow's Pique» Вдовья обида | Пэм Кук и Вэлери Флетчер       | Сэм Бреннер                 | 25 апреля 2016  | AAJN13 | TBA                     |
| Пока Стэн находится на задании, Франсин прикидывается вдовой. Директор Льюис избивает Стива с друзьями, которые решили заняться борьбой.                                                                                            |     | |                                |                             |                 |        |                         |
| 14 | 204 | «The Nova Centauris-burgh Board of Tourism Presents: American Dad» Туристический Совет Нова Центавраграда предсталяет: Американский папаша | Тим Парсонс и Дженнифер Грейвз | Джордан Блум и Паркер Дий   | 2 мая 2016      | AAJN14 | TBA                     |
| Франсин присоединяется к ролевым играм Стива и его друзей. Стэн на скорую руку строит свой Seaworld дома. |     | |                                |                             |                 |        |                         |
| 15 | 205 | «Daesong Heavy Industries» Песнь о тяжелой промышленности                                                                                  | Крис Беннет                    | Грег Коуэн                  | 9 мая 2016      | AAJN15 | TBA                     |
| Стив ставит под сомнение все, что есть в Библии. После чего и Стэн начинает терять веру. Он двигает в Корею, где по слухам появился Ноев Ковчег.                                                                                    |     | |                                |                             |                 |        |                         |
| 16 | 206 | «Daesong Heavy Industries II: Return to Innocence» Песнь о тяжелой промышленности II: Возвращение к невинности                             | Джошуа Сервантес               | Зак Розенблатт              | 16 мая 2016     | AAJN16 | TBA                     |
| Кораблекрушение раскидывает героев. Стен и Франсин теряют память и остаются аборигенами на острове. Хейли и Джеффа подбирает ВМФ, и Джеф решает завербоваться в армию. Ну а Роджер и Стив пытаются выжить на шлюпке посреди океана. |     | |                                |                             |                 |        |                         |
| 17 | 207 | «Criss-Cross Applesauce: The Ballad of Billy Jesusworth» Злостный перекрестный: Балада Билли Иисусворта                                    | Шон Мюррей                     | Джо Чандлер и Ник Вегенер   | 23 мая 2016     | AAJN17 | TBA                     |
| Роджер ломает лодыжку, и Франсин убеждает Стена взять Роджера в свою баскетбольную команду. А между тем Стив исполняет песню Ар Келли «Trapped in the Closet».                                                                      |     | |                                |                             |                 |        |                         |
| 18 | 208 | «Mine Struggle» Борьба за шахту | Родни Клауден                  | Кирк Дж. Руделль            | 30 мая 2016     | AAJN18 | TBA                     |
| Стэн находит соляную шахту во дворе дома, и крупная соляная компания тут же заинтересовывается домом Смитов. Оказывается, что только Стив является законным владельцем земли, и начинается передел.                                 |     | |                                |                             |                 |        |                         |
| 19 | 209 | «Garfield and Friends» Гарфилд и друзья | Дженсен И                      | Тереза Хсиао                | 6 июня 2016     | AAJN19 | TBA                     |
| Стэн возвращает к жизни президента Гарфилда чтобы научить Хейли истории. |     | |                                |                             |                 |        |                         |
| 20 | 210 | «Gifted Me Liberty» Одаренный свободой | Джо Даниелло                   | Чарли Суози                 | 13 июня 2016    | AAJN20 | TBA                     |
| Баллок расстроен, что кто-то не принес подарок на вечеринку Санты ЦРУ. Стен берётся разобраться кто это был. Между тем, Стив представляется как хороший мальчик среди одноклассниц.                                                 |     | |                                |                             |                 |        |                         |
| 21 | 211 | «Next of Pin» Родня | Пэм Кук и Вэлери Флетчер       | Джефф Кауфман               | 20 июня 2016    | AAJN21 | TBA                     |
| Стен и Стив занимаются боулингом, чтобы проводить больше времени вместе, и Стив открывает в себе боулинг-талант. А Клаус проводит соревнование между Роджером и Хейли на лучшую способность концентрироваться.                      |     | |                                |                             |                 |        |                         |
| 22 | 212 | «Standard Deviation» Стандартное отклонение                                                                                                | Тим Парсонс и Дженнифер Грейвз | Брайан Бойл                 | 27 июня 2016    | AAJN22 | TBA                     |
| Перед Стеном выбор: или на опасную миссию, что сродни самоубийству, либо DJ-баттл с самим Баллоком. Причем в последнем Стен ничего не смыслит...                                                                                    |     | |                                |                             |                 |        |                         |

### Четырнадцатый сезон (2016—2017)
| № | #   | Заголовок                                                                  | Режиссёр(ы)                    | Сценарист(ы)                | Дата показа      | Код    | Просмотры (В миллионах) |
| --- | --- | -------------------------------------------------------------------------- | ------------------------------ | --------------------------- | ---------------- | ------ | ----------------------- |
| 1 | 213 | «Father's Daze» Отцовское удивление                                        | Крис Беннет                    | Джордан Блум и Паркер Дий   | 7 ноября 2016    | BAJN01 | TBA                     |
| Стэн просыпается и снова и снова проживает день отца. |     |                                                                            |                                |                             |                  |        |                         |
| 2 | 214 | «Fight and Flight» Бей и лети                                              | Джошуа Сервантес               | Джефф Кауфман               | 14 ноября 2016   | BAJN02 | TBA                     |
| Стив получает двойку за школьный проект на тему первого перелёта через Атлантику. Стэн в бешенстве, и делает пилота из самого Стива. |     |                                                                            |                                |                             |                  |        |                         |
| 3 | 215 | «The Enlightenment of Ragi-Baba» Просветление Рэджи-Баба                   | Шон Мюррей                     | Джо Чандлер и Ник Вегенер   | 21 ноября 2016   | BAJN03 | TBA                     |
| Стэн и Стив становятся поварами суши. |     |                                                                            |                                |                             |                  |        |                         |
| 4 | 216 | «Portrait of Francine's Genitals» Портрет гениталий Франсин                | Родни Клауден                  | Стив Хели                   | 28 ноября 2016   | BAJN04 | TBA                     |
| В музее разместили слепок вагины Франсин. |     |                                                                            |                                |                             |                  |        |                         |
| 5 | 217 | «Bahama Mama» Багама мама                                                  | Дженсен И                      | Зак Розенблатт              | 5 декабря 2016   | BAJN05 | TBA                     |
| Стэн расстроен тем, что может стать дедушкой, когда Джеф и Хэйли заявляют о том, что планируют ребёнка. Стив и Клаус присоединяются к группе наркоторговцев после того как Стив всерьез намерен стать дядей.                               |     |                                                                            |                                |                             |                  |        |                         |
| 6 | 218 | «Roger's Baby» Дитя Роджера                                                | Джо Даниелло                   | Тереза Хсиао                | 12 декабря 2016  | BAJN06 | TBA                     |
| Хейли переживает о том как будет протекать её беременность после того как Роджер согласился подарить Джефу жизнь, чтобы тот снова стал человеком. Снот узнаёт, что Стив отправляет его на преображение, что сильно задевает чувства друга. |     |                                                                            |                                |                             |                  |        |                         |
| 7 | 219 | «Ninety North, Zero West» Девяносто северной широты, ноль западной долготы | Пэм Кук и Вэлери Флетчер       | Бретт Коули и Роберт Майтиа | 19 декабря 2016  | BAJN07 | TBA                     |
| Смиты отправляются на Северный Полюс, чтобы освободить похищенного Стива. А там Санта Клаус эксплуатирует детей для добычи драгоценных камней.                                                                                             |     |                                                                            |                                |                             |                  |        |                         |
| 8 | 220 | «Whole Slotta Love» Полный слот любви                                      | Крис Беннет                    | Чарльз Суоззи               | 10 апреля 2017   | BAJN09 | TBA                     |
| Стэн начинает участвовать в гонках, и теряет интерес к Франсин. Роджер же становится комедийной стюардессой на самолётах, но у него появляется соперница.                                                                                  |     |                                                                            |                                |                             |                  |        |                         |
| 9 | 221 | «The Witches of Langley» Ведьмы из Лэнгли                                  | Дженсен И                      | Джо Чандлер и Ник Вегенер   | 17 апреля 2017   | BAJN13 | TBA                     |
| Стив с друзьями, чтобы завоевать популярность в школе, ударяются в чёрную магию. А Стэн и Клаус одержимы бойзбэндами 90-х |     |                                                                            |                                |                             |                  |        |                         |
| 10 | 222 | «A Nice Night for a Drive» Хорошая ночь для поездки                        | Джошуа Сервантес               | Сэм Бреннер                 | 24 апреля 2017   | BAJN10 | TBA                     |
| Клаус проникает в GPS Стэна. А Стив и его друзья подшучивают над Роджером, и тот начинает мстить. |     |                                                                            |                                |                             |                  |        |                         |
| 11 | 223 | «Casino Normale» Казино Нормаль                                            | Шон Мюррей                     | Тим Саккардо                | 1 мая 2017       | BAJN11 | TBA                     |
| Франсин проникает в ЦРУ в облике суперзлодея, чтобы разбудить чувства Стэна. А Роджер между тем заманивает в ловушку Джея Лено |     |                                                                            |                                |                             |                  |        |                         |
| 12 | 224 | «Bazooka Steve» Базука Стив                                                | Родни Клауден                  | Джоэл Гурвиц                | 29 мая 2017      | BAJN12 | TBA                     |
| Стив становится изгоем в городе, после того как уговаривает завершить карьеру звёздного защитника местной футбольной команды. А Роджер заставляет Хейли работать в такси, чтобы ему расплатиться со своими долгами.                        |     |                                                                            |                                |                             |                  |        |                         |
| 13 | 225 | «Camp Campawanda» Лагерь Кампаванда                                        | Тим Парсонс и Дженнифер Грейвс | Кирк Дж. Раддел             | 5 июня 2017      | BAJN08 | TBA                     |
| Стиву не нравится, что Снот становится вожатым в их лагере. А Роджер хочет провести своего Burning Man, что не нравится уже Хейли и Джеффу.                                                                                                |     |                                                                            |                                |                             |                  |        |                         |
| 14 | 226 | «Julia Rogerts» Джулия Роджертс                                            | Джо Даниелло                   | Кэтрин Борел                | 12 июня 2017     | BAJN14 | TBA                     |
| Роджер в роли Джулии Робертс скрывается в маленьком городке от Стэна. А Стив организовывает первую встречу Барри и Джеффа. |     |                                                                            |                                |                             |                  |        |                         |
| 15 | 227 | «The life and Times of Stan Smith» Жизнь и времена Стэна Смита             | Пэм Кук и Валери Флетчер       | Джордан Блум и Патрик Диэй  | 24 июля 2017     | BAJN15 | TBA                     |
| Стэн меняет своё отношение к жизни и смерти после розыгрыша Роджера. А Клаус берёт Стива в универ, где над ним начинает издеваться местное братство.                                                                                       |     |                                                                            |                                |                             |                  |        |                         |
| 16 | 228 | «The Bitchin' Race» Сучьи бега                                             | Дженсен И                      | Кирк Дж. Радел              | 31 июля 2017     | BAJN21 | TBA                     |
| Семья участвует в реалити-шоу "Сучьи бега", но после того как Стэн и Хейли решают незаконно помочь Стиву и Франсин, они все оказываются в тюрьме Таиланда.                                                                                 |     |                                                                            |                                |                             |                  |        |                         |
| 17 | 229 | «Family plan» Семейный план                                                | Крис Беннет                    | Зак Розенблатт              | 7 августа 2017   | BAJN17 | TBA                     |
| Франсин одержима идеей иметь большую семью. А Стэн решает стать коллекционером, пополнив ряды передачи Американских коллекционеров |     |                                                                            |                                |                             |                  |        |                         |
| 18 | 230 | «The Long Bomb» Длинная бомба                                              | Джошуа Сервантес               | Бретт Коули и Роберт Майтиа | 14 августа 2017  | BAJN18 | TBA                     |
| Несмотря на разногласия, Стэн и Хейли объединяются, чтобы спасти футбольную арену Bazooka Sharks от террористов. А Роджер участвует в эскорте.                                                                                             |     |                                                                            |                                |                             |                  |        |                         |
| 19 | 231 | «Kloger» Клоджер                                                           | Шон Мюррей                     | Тереза Хсиао                | 21 августа 2017  | BAJN19 | TBA                     |
| Роджер и Клаус начинают тайно встречаться после одного онлайн-знакомства. А Стив пытается заразиться конъюнктивитом от Хейли, чтобы получить прогул от физкультуры.                                                                        |     |                                                                            |                                |                             |                  |        |                         |
| 20 | 232 | «Garbage Stan» Мусорщик Стэн                                               | Родни Клауден                  | Пол Строд                   | 28 августа 2017  | BAJN20 | TBA                     |
| Стэн со Стивом открывают семейный бизнес по вывозу мусора. А между тем выясняется, что Хейли отлично играет в бильярд, и Роджер устраивает ей поединок с лучшим игроком в городе.                                                          |     |                                                                            |                                |                             |                  |        |                         |
| 21 | 233 | «The Talented Mr. Dingleberry» Талантливый мистер Динглберри               | Тим Парсонс и Дженнифер Грэйвс | Джефф Кауфманн              | 4 сентября 2017  | BAJN16 | TBA                     |
| Роджер помогает победить Стиву в школьном шоу талантов. А Стэн, Хейли и Клаус открывают свою пчелоферму. |     |                                                                            |                                |                             |                  |        |                         |
| 22 | 234 | «West to Mexico» На запад в Мексику                                        | Джо Даниело                    | Брайан Бойль                | 11 сентября 2017 | BAJN22 | TBA                     |
| Стэн находится в розыске, а за ним охотится охотник за головами Роджер. Они на пути в городок, в котором ждут помощи Франсин, Стив, Хейли и директор Льюис.                                                                                |     |                                                                            |                                |                             |                  |        |                         |

### Пятнадцатый сезон (2017—2019)
| № | #   | Заголовок                                                              | Режиссёр(ы)                    | Сценарист(ы)                | Дата показа     | Код    | Просмотры (В миллионах) |
| --- | --- | ---------------------------------------------------------------------- | ------------------------------ | --------------------------- | --------------- | ------ | ----------------------- |
| 1 | 235 | «Santa, Schmanta» Санта, Шманта                                        | Джо Даниело                    | Тереза Хсиао                | 25 декабря 2017 | CAJN08 | TBA                     |
| Снот рассказывает Роджеру о Хануке, побуждая тем самым его обратиться в иудаизм и попытаться сделать Хануку популярней, чем Рождество, крадя власть у Санта-Клауса |     |                                                                        |                                |                             |                 |        |                         |
| 2 | 236 | «Paranoid Frandroid» Параноидальный Франдроид                          | Пэм Кук и Вэлэри Флэтчер       | Джоэл Гурвиц                | 12 февраля 2018 | CAJN01 | TBA                     |
| Франсин с удовольствием смотрит все унылые утренние ток-шоу и совершенно игнорирует новости реального мира. Но когда она решает удивить мужа и навестить его на работе, то узнаёт, что Стэн управляет всеми любимыми её шоу, чтобы отгородить её от реального мира. Между тем, Стив и Клаус помогают семье Снота с переездом в новую квартиру. |     |                                                                        |                                |                             |                 |        |                         |
| 3 | 237 | «The Census of the Lambs» Перепись ягнят                               | Тим Парсонс и Дженнифер Грэйвс | Сэм Бреннер                 | 19 февраля 2018 | CAJN02 | TBA                     |
| Стэн пытается донести до своей дочери, что перепись населения очень важная вещь для их страны. Между тем, Клаусу, от своего дяди достаётся зеркальная камера и он предлагает Стиву и его друзьям попозировать для него. |     |                                                                        |                                |                             |                 |        |                         |
| 4 | 238 | «Shell Game» Мошенничество                                             | Крис Беннет                    | Бретт Каули и Роберт Маитья | 26 февраля 2018 | CAJN03 | TBA                     |
| Стив пытается остановить Роджера, который присоединяется к таинственному ордеру воров птичьих яиц. Между тем, Франсин покупает для семьи новый итальянский соус. |     |                                                                        |                                |                             |                 |        |                         |
| 5 | 239 | «The Mural of the Story» Фреска истории                                | Джошуа Сервантес               | Джефф Кауффманн             | 5 марта 2018    | CAJN04 | TBA                     |
| Стэн обнаруживает, что историческая роспись Лэнгли-Фолс была испорчена граффити и убеждает город, дать ему возможность восстановить фреску. Тем временем, Роджер становится преподавателем Стива в престижном университете клоунады. |     |                                                                        |                                |                             |                 |        |                         |
| 6 | 240 | «(You Gotta) Strike for Your Right» (Вы должны) Бороться за ваши права | Шон Мюррей                     | Тим Заккардо                | 12 марта 2018   | CAJN05 | TBA                     |
| Хейли получает работу в качестве водителя доставки и начинает доставлять обед в офис Стэна. Когда она видит ужасные условия работы, она организует забастовку. Между тем, семья смотрит «Во все тяжкие» в обратном направлении и обнаруживает, что шоу скрывает охоту на мусорщика.                                                            |     |                                                                        |                                |                             |                 |        |                         |
| 7 | 241 | «Klaustastrophe.tv» Клаустрофия.ТВ                                     | Родни Клоуден                  | Кирк Руделл                 | 19 марта 2018   | CAJN06 | TBA                     |
| Стэн начинает испытывать эмоциональные тревоги, что влияет на его работу. Между тем, Клаус создаёт веб-сайт и заставляет остальных членов семьи участвовать в его жизни. |     |                                                                        |                                |                             |                 |        |                         |
| 8 | 242 | «Death by Dinner Party» Смерть на вечеринке                            | Дженсен И                      | Джо Чэндлер и Ник Вегенер   | 26 марта 2018   | CAJN07 | TBA                     |
| Франсин проводит званый обед даже при том, что серийный убийца, который нападает на гостей этих обедов, терроризирует город. Когда свет гаснет и гости начинают исчезать, Роджер берёт на себя ответственность за выявления того, кто нападает на гостей.                                                                                      |     |                                                                        |                                |                             |                 |        |                         |
| 9 | 243 | «The Never-Ending Stories» Бесконечные истории                         | Пэм Кук и Вэлэри Флэтчер       | Паркер Дий и Джордан Блум   | 9 апреля 2018   | CAJN09 | TBA                     |
| Баллок просит, чтобы Стэн подменил его в классе в Академии ЦРУ, и Стэн находит, что кадеты - прекрасные невольные слушатели его скучных историй. |     |                                                                        |                                |                             |                 |        |                         |
| 10 | 244 | «Railroaded» Прирельсовый                                              | Тим Парсонс и Дженнифер Грэйвз | Зак Розенблатт              | 16 апреля 2018  | CAJN10 | TBA                     |
| Стэн расстроен движением трафика и отправляется к мэру с предложение, чтобы город построил сверхскоростной пассажирский экспресс, но мэр смеясь отмахивается от этой идеи. Тогда Роджер толкает Стэна на баллотировку на кресло мэра , но когда Стэн побеждает, то понимает, что быть мэром не такая уж и лёгкая задача.                       |     |                                                                        |                                |                             |                 |        |                         |
| 11 | 245 | «My Purity Ball and Chain» Мой чистый шар на цепи                      | Крис Беннет                    | Чарльз Suozzi               | 23 апреля 2018  | CAJN11 | TBA                     |
| Стив проявляет свою сексуальную энергию, поэтому Франсин просит Стэна поговорить с сыном. Стэн напуган, что сделает что-то не так и испортит Стиву жизнь. Между тем, семья строит гигантскую водную горку на заднем дворе. |     |                                                                        |                                |                             |                 |        |                         |
| 12 | 246 | «OreTron Trail» Оретронская тропа                                      | Джошуа Сервантес               | Пол Строд                   | 30 апреля 2018  | CAJN12 | TBA                     |
| Роджер переживает, что может пережить семью Смитов, А Клаус открывает магазин на чердаке. |     |                                                                        |                                |                             |                 |        |                         |
| 13 | 247 | «Mean Francine» Злая Франсин                                           | Шон Мюррей                     | Николь Шабтай               | 7 мая 2018      | CAJN13 | TBA                     |
| Франсин присоединяется к группе жестких девочек после того, как становится новым школьным методистом. Джефф паникует из-за потерянной шляпы. |     |                                                                        |                                |                             |                 |        |                         |
| 14 | 248 | «One-Woman Swole» Женщина-качок                                        | Родни Клоуден                  | Саша Строман                | 11 февраля 2019 | CAJN14 | TBA                     |
| Размеренная и однотипная жизнь толкает Франсин к занятию культуризмом, которое вскоре из обычного увлечения перерастает в нездоровую зависимость. |     |                                                                        |                                |                             |                 |        |                         |
| 15 | 249 | «Flavortown» Флавортаун                                                | Дженсен И                      | Грег Коэн                   | 18 февраля 2019 | CAJN15 | TBA                     |
| Джефф начинает тусоваться со знаменитым шеф-поваром, который нравится Стэну. Между тем, Клаус и Роджер нанимают себе своего собственного камердинера. |     |                                                                        |                                |                             |                 |        |                         |
| 16 | 250 | «Personal assistant» Личный помощник                                   | Джо Даниелло                   | Джефф Кауфманн              | 25 февраля 2019 | CAJN16 | TBA                     |
| Стэн примеряет на себя роли персонажей Роджера, когда тот оказывается недееспособным. Директор Льюис заставляет Стива и школьный хор сделать всё, чтобы победить. |     |                                                                        |                                |                             |                 |        |                         |
| 17 | 251 | «The Legend of Old Ulysses» Легенда о старом Улиссе                    | Пэм Кук и Валери Флетчер       | Зак Розенблатт              | 4 марта 2019    | CAJN17 | TBA                     |
| Стив становится конкуретноспособным во время событий своего отца и сына на озере Поссум. Тем временем, Роджер учится ездить на велосипеде. |     |                                                                        |                                |                             |                 |        |                         |
| 18 | 252 | «Gemini schemers» Близнецы-махинаторы                                  | Тим Парсонс и Дженнифер Грейвз | Джордан Блюм и Джен Паркер  | 11 марта 2019   | CAJN18 | TBA                     |
| Стив и Роджер вспоминают свой старый совместный дуэт, братьев близнецов, и решают его возродить. Между тем, семья становится одержимой новым сувенирным магазинчиком. |     |                                                                        |                                |                             |                 |        |                         |
| 19 | 253 | «Steves Peak» Вершина Стива                                            | Крис Беннетт                   | Джо Чендлер и Ник Вегенер   | 18 марта 2019   | CAJN19 | TBA                     |
| Стив отправляется в школу-интернат и вскоре узнаёт, что это школа для девочек. Между тем, на освободившиеся место в доме претендуют сразу несколько персонажей. |     |                                                                        |                                |                             |                 |        |                         |
| 20 | 254 | «Cool games» Прикольные игры                                           | Жосуэ Сервантес                | Кирк Джо Рудалл             | 25 марта 2019   | CAJN20 | TBA                     |
| После взлома Франсин становится одержимой домашней безопасностью. Стив примеряет непринуждённый подход Хейли к школьной работе. |     |                                                                        |                                |                             |                 |        |                         |
| 21 | 255 | «Fleabiscuit» Блохастый                                                | Шон Мюррей                     | Тереза Сяо                  | 1 апреля 2019   | CAJN21 | TBA                     |
| Джефф становится тренером по собачьим бегам и это новое увлечение отнимает у него очень много времени, отчего Хейли начинает чувствовать себя брошенной. Между тем, дом остаётся в полном распоряжении Стива и он решает использовать это в своих интересах.                                                                                   |     |                                                                        |                                |                             |                 |        |                         |
| 22 | 256 | «Future - Borax» Будущее - Боракс                                      | Родни Клоуден                  | Бретт Коули и Роберт Маития | 8 апреля 2019   | CAJN22 | TBA                     |
| Из-за ссор брак Стэна и Франсин под угрозой, и чтобы его спасти они решают пойти на крайности. Между тем, Роджер преуспевает в написании джинглов. |     |                                                                        |                                |                             |                 |        |                         |

### Шестнадцатый сезон (2019—2020)
| № | #   | Заголовок                                                              | Режиссёр(ы)                    | Сценарист(ы)                | Дата показа     | Код    | Просмотры (В миллионах) |
| --- | --- | ---------------------------------------------------------------------- | ------------------------------ | --------------------------- | --------------- | ------ | ----------------------- |
| 1 | 257 | «Fantasy baseball» Фэнтезийный бейсбол                                 | Янсен Йи                       | Тим Саккардо                | 15 апреля 2019  | DAJN01 | TBA                     |
| Стив пытается начать играть в бейсбол, чтобы быть ближе к Стэну. Роджер создаёт реальную драму для Франсин после того, как её любимую мыльную оперу перестают выпускать.                                  |     |                                                                        |                                |                             |                 |        |                         |
| 2 | 258 | «I'm Jeans: The Story Of Gina Lacetti» Я Джинсы: История Джины Лаветти | Джо Даниелло                   | Николь Шабтай               | 22 апреля 2019  | DAJN02 | TBA                     |
| Франсин пытается быть лучшим другом для одной из персон Роджера, которая делает джинсы на дому и продаёт их по телевизору.                                                                                |     |                                                                        |                                |                             |                 |        |                         |
| 3 | 259 | «Stan & Francine & Connie & Ted» Стэн, Франсин и Конни Тед             | Пэм Кук и Валери Флетчер       | Джефф Кауфман               | 29 апреля 2019  | DAJN03 | TBA                     |
| Стив знакомит своих родителей с родителями Бари, и вскоре очень сильно жалеет об этом. |     |                                                                        |                                |                             |                 |        |                         |
| 4 | 260 | «Rabbit Ears» Кроличьи уши                                             | Тим Парсонс и Дженнифер Грейвз | Бретт Коули и Роберт Маития | 6 мая 2019      | DAJN04 | TBA                     |
| Стэн приобретает б/у телевизор и влюбляется до одержимости в шоу из 1960-х. Тем временем, Роджер хочет отношения, как к ребёнку и решает сам в него перевоплотиться. Теперь он ждёт заботы от окружающих. |     |                                                                        |                                |                             |                 |        |                         |
| 5 | 261 | «Jeff and shishechnaya factory» Джефф и шишечная фабрика               | Крис Беннетт                   | Джо Чандлер и Ник Вегенер   | 13 мая 2019     | DAJN05 | TBA                     |
| Джефф выигрывает тур на таинственную фабрику по производству удобрений и воспитывает Стэна. |     |                                                                        |                                |                             |                 |        |                         |
| 6 | 262 | «The lost boys» Потерявшиеся мальчики                                  | Жосуэ Сервантес                | Джоэл Гурвиц                | 20 мая 2019     | DAJN06 | TBA                     |
| Роджер ссорит Стива с мальчиками. А Джефф находит в себе талант в риэлтерском деле. |     |                                                                        |                                |                             |                 |        |                         |
| 7 | 263 | «Shark?!» Акула?!                                                      | Шон Мюррей                     | Джордан Блум и Джен Паркер  | 27 мая 2019     | DAJN07 | TBA                     |
| Чтобы помочь сыну перебороть его страхи, Стэн заставляет Роджера примерить образ акулы. |     |                                                                        |                                |                             |                 |        |                         |
| 8 | 264 | «The Long March» Затяжной поход                                        | Родни Клоуден                  | Чарльз Суоцци               | 3 июня 2019     | DAJN08 | TBA                     |
| Хейли и Джефф начинают жить в фургоне. А до Стэна с Франсин пристаёт водитель такси, которому они оставили плохой отзыв.                                                                                  |     |                                                                        |                                |                             |                 |        |                         |
| 9 | 265 | «The Hall Monitor and the Lunch Lady» Дежурный в холле и буфетчица     | Янсен Йи                       | Зак Розенблатт              | 10 июня 2019    | DAJN09 | TBA                     |
| Стив работает под прикрытием в роли дежурного по коридору. |     |                                                                        |                                |                             |                 |        |                         |
| 10 | 266 | «Wild Women Do» Дикие женщины в деле                                   | Джо Даниэлло                   | Марк Карасаило              | 17 июня 2019    | DAJN10 | TBA                     |
| Джефф вынужден взять Франсин на не такую уж дикую ночь в городе. |     |                                                                        |                                |                             |                 |        |                         |
| 11 | 267 | «An Irish Goodbye» Ирландское прощание                                 | Пэм Кук и Валери Флетчер       | Лора Бизан                  | 24 июня 2019    | DAJN11 | TBA                     |
| Хейли очень устала от семейных отношений и хочет отдохнуть. В этом ей помогает Франсин, пока их мужья притворяются пограничниками.                                                                        |     |                                                                        |                                |                             |                 |        |                         |
| 12 | 268 | «Stompe Le Monde» Растоптанный «Le Monde»                              | Тим Парсонс и Дженнифер Грейвз | Зак Розенблатт              | 1 июля 2019     | DAJN12 | TBA                     |
| Стэн получает наследство после смерти дядюшки и покупает права на бродвейское шоу. |     |                                                                        |                                |                             |                 |        |                         |
| 13 | 269 | «Mom Sauce» Мамин соус                                                 | Крис Беннетт                   | Саша Строман                | 8 июля 2019     | DAJN13 | TBA                     |
| Жизнь Стива переворачивается с ног на голову, когда Снот становится богатым после того, как его мама начнёт продавать соус собственной разработки.                                                        |     |                                                                        |                                |                             |                 |        |                         |
| 14 | 270 | «Hamerican Dad!» Хамонариканский Папаша!                               | Жозе Сервантес                 | Сэм Бреннер                 | 15 июля 2019    | DAJN14 | TBA                     |
| Стэн, с неохтной приглашает Роджера в свой клуб любителей ветчины. |     |                                                                        |                                |                             |                 |        |                         |
| 15 | 271 | «Demolition Daddy» Отец разрушитель!                                   | Шон Мюррей                     | Пол Страуд                  | 22 июля 2019    | DAJN15 | TBA                     |
| Благодаря Роджеру Снот узнаёт, что его мёртвый отец был водителем гонок на выживание. |     |                                                                        |                                |                             |                 |        |                         |
| 16 | 272 | «Pride Before the Fail» Гордость перед неудачей                        | Родни Клоуден                  | Сорен Боуи                  | 29 июля 2019    | DAJN16 | TBA                     |
| Роджер пытается заставить Хейли вернуться и окончить колледж, чтобы он мог переехать в её комнату. |     |                                                                        |                                |                             |                 |        |                         |
| 17 | 273 | «Enter Stanman» Входи, Стэнмен                                         | Янсен Йи                       | Джефф Кауфман               | 5 августа 2019  | DAJN17 | TBA                     |
| Роджер помогает Стэну попасть в сновидения Франсин после того, как он начинает испытывать неуверенность в их содержании.                                                                                  |     |                                                                        |                                |                             |                 |        |                         |
| 18 | 274 | «No weddings and a Funeral» Никаких свадеб и похорон                   | Джо Даниелло                   | Тим Саккардо                | 12 августа 2019 | DAJN18 | TBA                     |
| Клаус решает покинуть семью после слишком долгих издевательств. Проходит 15 лет и они вновь воссоединяются, чтобы его похоронить.                                                                         |     |                                                                        |                                |                             |                 |        |                         |
| 19 | 275 | «Eight Fires» Восемь огней                                             | Пэм Кук и Валери Флетчер       | Бретт Коули и Роберт Майтия | 19 августа 2019 | DAJN19 | TBA                     |
| Роджер помогает Франсин с её ужасной кулинарией, привезя её на отдалённый остров, Пэйтагониэн. |     |                                                                        |                                |                             |                 |        |                         |
| 20 | 276 | «The Hand that rocks the Rogu» Рука которая качает рогу                | Тим Парсонс и Дженнифер Грейвс | Джордан Блум и Паркер Дей   | 26 августа 2019 | DAJN20 | TBA                     |
| Стив нянчится с бывшей опухолью Роджера, Рогу, чтобы доказать Франсин, что он ответственный взрослый мужчина.                                                                                             |     |                                                                        |                                |                             |                 |        |                         |

### Семнадцатый сезон (2020)
| № | #   | Заголовок                                                                       | Режиссёр(ы)                    | Сценарист(ы)                 | Дата показа      | Код    | Просмотры (В миллионах) |
| --- | --- | ------------------------------------------------------------------------------- | ------------------------------ | ---------------------------- | ---------------- | ------ | ----------------------- |
| 1 | 277 | «100 Years a Solid Fool» 100 лет сплошному дураку                               | Шон Мюррей                     | Чарльз Суоцци                | 13 апреля 2020   | EAJN01 | TBA                     |
| Во время выполнения задания в Малой Колумбии, Стэн сталкивается со своим забытым прошлым. |     |                                                                                 |                                |                              |                  |        |                         |
| 2 | 278 | «Downtown» Центр города                                                         | Крис Беннетт                   | Ник Вегенер и Джо Чандлер    | 20 апреля 2020   | DAJN21 | TBA                     |
| Хейли ведёт Стива в центр тестирования, который находится в «плохом» районе города и оказываются в затруднительном положении. Стэн, Франсин и Роджер отправляются на их поиски, но по ошибке оказываются в центре города. |     |                                                                                 |                                |                              |                  |        |                         |
| 3 | 279 | «Cheek to Cheek: A Stripper’s Story» Щека к щеке: история стриптизерши          | Джо Чандлер                    | Чарльз Суоцци                | 27 апреля 2020   | DAJN22 | TBA                     |
| Роджер нанимает Джеффа в качестве своего протеже, чтобы открыть свой рыцарский стрип-клуб мечты. А тем временем, Клаус переезжает в комнату Стива.                                                                        |     |                                                                                 |                                |                              |                  |        |                         |
| 4 | 280 | «A Starboy Is Born» Рождение звездного мальчика                                 | Крис Беннетт                   | Абель Тесфай и Джоэл Гурвиц  | 4 мая 2020       | EAJN15 | TBA                     |
| Стэн похищает канадского певца The Weeknd, чтобы преподать Роджеру ценный урок. Тем временем Хейли пытается переспать со знаменитой певицей.                                                                              |     |                                                                                 |                                |                              |                  |        |                         |
| 5 | 281 | «Tapped Out» Опустошить                                                         | Николь Шабтай                  | Родни Клауден                | 11 мая 2020      | EAJN02 | TBA                     |
| Стив обнаруживает, что его мама никогда не прекращала давать ему свое грудное молоко. |     |                                                                                 |                                |                              |                  |        |                         |
| 6 | 282 | «Brave N00b World» Дивный нубский мир                                           | Янсен Йи                       | Джоэл Гурвиц                 | 18 мая 2020      | EAJN03 | TBA                     |
| Стэн и Стив участвуют в турнире по киберспорту, чтобы спасти мир. Между тем остальная часть семьи застревает в перилах.                                                                                                   |     |                                                                                 |                                |                              |                  |        |                         |
| 7 | 283 | «Into the Woods» Чем дальше в лес                                               | Джо Даниелло                   | Сэм Бреннер                  | 24 мая 2020      | EAJN04 | TBA                     |
| После встречи с одноклассником из средней школы, Стэн чувствует себя обязанным исправить старую ошибку. А тем временем, Франсин пытается напугать Грега.                                                                  |     |                                                                                 |                                |                              |                  |        |                         |
| 8 | 284 | «One Fish, Two Fish» Одна рыба, две рыбы                                        | Тим Парсонс и Дженнифер Грейвс | Тим Саккардо                 | 1 июня 2020      | EAJN06 | TBA                     |
| Хейли принимает крайние меры, чтобы помочь Клаусу избежать депортации, в то время как остальная часть семьи пытается открыть кокосовый орех.                                                                              |     |                                                                                 |                                |                              |                  |        |                         |
| 9 | 285 | «Roger Needs Dick» Роджеру нужен Дик                                            | Пэм Кук и Валери Флетчер       | Ник Вегенер и Джо Чандлер    | 1 июня 2020      | EAJN05 | TBA                     |
| Один из персонажей Роджера влюбляется в Дика, это очень сильно затрагивает всех членов семьи. |     |                                                                                 |                                |                              |                  |        |                         |
| 10 | 287 | «Exquisite Corpses» Изысканные трупы                                            | Крис Беннетт                   | Бретт Коули и Роберт Мальфия | 8 июня 2020      | EAJN07 | TBA                     |
| Джефф, Франсин и Роджер решают объединиться и начать собственный автобусный гастрольный бизнес, и у них это получается, причём с убийственными результатами.                                                              |     |                                                                                 |                                |                              |                  |        |                         |
| 11 | 288 | «Trophy Wife, Trophy Life» Трофейная жена, трофейная жизнь                      | Шон Мюррей                     | Саша Строман                 | 15 июня 2020     | EAJN10 | TBA                     |
| После того, как Стэн получает травму, Франсин начинает ухаживать за ним, и он становится зависимым от её помощи. Между тем семья узнает, что Таттл - звезда корейского реалити-шоу.                                       |     |                                                                                 |                                |                              |                  |        |                         |
| 12 | 289 | «Game Night» Ночь игры                                                          | Роб Хоги                       | Зик Розенблатт               | 22 июня 2020     | EAJN09 | TBA                     |
| Джефф, Франсин и Роджер решают объединиться и начать собственный автобусный гастрольный бизнес, и у них это получается, причём с убийственными результатами.                                                              |     |                                                                                 |                                |                              |                  |        |                         |
| 13 | 290 | «American Data?» Американские данные?                                           | Янсен Йи                       | Пол Страуд                   | 29 июня 2020     | EAJN11 | TBA                     |
| Стив вместе с друзьями принимают участие в тюремном эксперименте, чтобы заработать немного денег. Тем временем Стэн выясняет истинную причину смерти своего друга-садовника из ЦРУ.                                       |     |                                                                                 |                                |                              |                  |        |                         |
| 14 | 291 | «Salute Your Sllort» Отдай честь своему Сллорту                                 | Джо Даниелло                   | Паркер Дей                   | 6 июля 2020      | EAJN12 | TBA                     |
| Попытки Стива подружиться со шведским студентом по обмену обернулись большими неприятностями. Семья вызывает специалиста по поведению животных, чтобы разобраться с Клаусом.                                              |     |                                                                                 |                                |                              |                  |        |                         |
| 15 | 292 | «Ghost Dad» Призрак отца                                                        | Пэм Кук                        | Сорен Боуи                   | 13 июля 2020     | EAJN13 | TBA                     |
| Стэн изо всех сил пытается справиться с преждевременной смертью своего отца. Простая прогулка на каноэ наносит катастрофический ущерб отношениям Хейли и Джеффа.                                                          |     |                                                                                 |                                |                              |                  |        |                         |
| 16 | 293 | «Men II Boyz» Мужчины II Мальчики                                               | Тим Парсонс и Дженнифер Грейвс | Алиши Кетри                  | 20 июля 2020     | EAJN14 | TBA                     |
| Клаус приглашает Стэна, Роджера и Джеффа присоединиться к нему на дикий мальчишник-уик-энд. |     |                                                                                 |                                |                              |                  |        |                         |
| 17 | 294 | «First Do No Farm» Во-первых, не заводите ферму                                 | Хосе Сервантес                 | Джефф Кауфманн               | 27 июля 2020     | EAJN16 | TBA                     |
| Обеспокоенный тем, что Хейли слишком беззаботна, Стэн решает стать фермером, превратив дом в городскую усадьбу. |     |                                                                                 |                                |                              |                  |        |                         |
| 18 | 295 | «The Old Country» Старая страна                                                 | Шон Мюррей                     | Тим Саккардо                 | 10 августа 2020  | EAJN17 | TBA                     |
| Стив подталкивает Стэна проследить родословную семьи Смитов, в то время как Хейли и Франсин работают под прикрытием в качестве тайных покупателей Субхаба.                                                                |     |                                                                                 |                                |                              |                  |        |                         |
| 19 | 296 | «Businessly Brunette» Деловая брюнетка                                          | Родни Клоуден                  | Зак Розенблатт               | 17 августа 2020  | EAJN18 | TBA                     |
| Хейли снимает повязку и становится деловой женщиной. Между тем Стэн планирует вечеринку. |     |                                                                                 |                                |                              |                  |        |                         |
| 20 | 297 | «The Chilly Thrillies» Холодная ложь                                            | Янсен Йи                       | Лаура Бисон                  | 24 августа 2020  | EAJN19 | TBA                     |
| Франсин исследует АСМР с Роджером. Стив получает столбом по голове и тайного поклонника. |     |                                                                                 |                                |                              |                  |        |                         |
| 21 | 298 | «Dammmm, Stan!» Черт возьми, Стэн                                               | Джо Даниэлло                   | Паркер Дей                   | 31 августа 2020  | EAJN20 | TBA                     |
| Стэн прилагает все усилия, чтобы найти подходящее парное развлечение для него и Франсин. Хейли и Стив изучают какие-то таинственные знаки, которые они находят на дверном косяке.                                         |     |                                                                                 |                                |                              |                  |        |                         |
| 22 | 299 | «The Last Ride of the Dodge City Rambler» Последняя поездка в Додж Сити Рамблер | Пэм Кук                        | Чарльз Суоззи                | 7 сентября 2020  | EAJN21 | TBA                     |
| Смиты отправляются в путешествие на старом паровозе, чтобы навестить тетю Франсин, но обнаруживают, что его угнали. |     |                                                                                 |                                |                              |                  |        |                         |
| 23 | 300 | «300» 300                                                                       | Тим Парсонс и Дженнифер Грейвс | Джо Чендлер и Ник Вегенер    | 14 сентября 2020 | EAJN22 | TBA                     |
| Прошлое Роджера возвращается, чтобы преследовать его. Сюжетная арка "Золотого Кала" подходит к ключевому завершению. |     |                                                                                 |                                |                              |                  |        |                         |
| 24 | 301 | «Yule. Tide. Repeat.» Рождество. Прилив. Повторение.                            | Джосси Сервантес               | Джефф Кауффманн              | 21 декабря 2020  | EAJN08 | TBA                     |
| После того, как план Стэна на идеальное Рождество проваливается с ужасом, с невероятным ужасом, ему перепадает волшебная возможность все исправить.                                                                       |     |                                                                                 |                                |                              |                  |        |                         |

### Восемнадцатый сезон (2021)
| № | #   | Заголовок | Режиссёр(ы)      | Сценарист(ы)                | Дата показа     | Код    | Просмотры (В миллионах) |
| --- | --- | --- | ---------------- | --------------------------- | --------------- | ------ | ----------------------- |
| 1 | 302 | «Who Smarted?» Кто умный? | Крис Беннетт     | Джефф Кауфманн              | 19 апреля 2021  | FAJN01 | TBA                     |
| Обеспокоенный тем, что он недостаточно умен для Хейли, Джефф проходит экспериментальную процедуру повышения интеллекта в ЦРУ. Роджер нанимает Стива, чтобы тот помог ему собрать змеиный яд. |     | |                  |                             |                 |        |                         |
| 2 | 303 | «Russian Doll» Русская куколка | Хосуэ Сервантес  | Зак Розенблатт              | 26 апреля 2021  | FAJN02 | TBA                     |
| Стэн влюбляется в куклу, которую ЦРУ хочет использовать для слежки за русскими. |     | |                  |                             |                 |        |                         |
| 3 | 304 | «Stan Moves to Chicago» Стэн переезжает в Чикаго | Шон Мюррей       | Ник Вегенер                 | 3 мая 2021      | FAJN03 | TBA                     |
| Стэн переезжает в Чикаго, чтобы стать комиком, а Стив и Хейли проводят у Роджера приятную ночь.                                                                                              |     | |                  |                             |                 |        |                         |
| 4 | 305 | «Shakedown Steve» Изгнание Стэна | Родни Клоуден    | Тим Саккардо                | 10 мая 2021     | FAJN04 | TBA                     |
| Стив и Джефф пытаются сблизиться как братья, в то время как остальная часть семьи посещает квест.                                                                                            |     | |                  |                             |                 |        |                         |
| 5 | 306 | «Klaus and Rogu in "Thank God for Loose Rocks": An American Dad! Adventure» Клаус и Роуг в фильме «Слава Богу, что есть рыхлые камни»: Американский папа! Приключение | Янсен И          | Джо Чендлер                 | 17 мая 2021     | FAJN05 | TBA                     |
| Когда семья отправляется на ранчо, Клаус и Рогу должны стать единой командой, чтобы выжить в пустыне.                                                                                        |     | |                  |                             |                 |        |                         |
| 6 | 307 | «The Wondercabinet» Шкафчик чудес | Джо Даниэлло     | Бретт Коули и Роберт Мэйтиа | 24 мая 2021     | FAJN06 | TBA                     |
| Стив высказывается о своём будущем, но радио-шоу о мистике «Нью-Эйдж» даёт ему обнадеживающее новое понимание жизни. Роджер изо всех сил пытается попасть в киноиндустрию для взрослых.      |     | |                  |                             |                 |        |                         |
| 7 | 308 | «Little Bonnie Ramirez» Маленькая Бонни Рамирес | Дженнифер Грейвс | Паркер Дей                  | 31 мая 2021     | FAJN07 | TBA                     |
| После серии скучных личностей Роджер прилагает все усилия, чтобы доказать Франсин, что он всё ещё в полном порядке и способен всех удивить.                                                  |     | |                  |                             |                 |        |                         |
| 8 | 309 | «Dancin' A-With My Cell» Танец с моими клетками | Тим Парсонс      | Чарльз Суоцци               | 7 июня 2021     | FAJN08 | TBA                     |
| Стэн пробует новый, передовой родительский подход к сплайсингу ДНК. |     | |                  |                             |                 |        |                         |
| 9 | 310 | «Mused and Abused» Использовать и злоупотреблять | Крис Беннетт     | Сэм Бреннер                 | 14 июня 2021    | FAJN09 | TBA                     |
| Роджер раскрывает Клаусу свою тайную страсть. Между тем Стэн и Франсин мстят руководству футбольной команды «Акулы Базуки».                                                                  |     | |                  |                             |                 |        |                         |
| 10 | 311 | «Henderson» Хендерсон | Шон Мюррей       | Джоэл Гурвиц                | 21 июня 2021    | FAJN11 | TBA                     |
| Воображаемый друг детства Стэна возвращается, чтобы забрать долг. У Клауса большое свидание, и ему нужно обновить аквариум.                                                                  |     | |                  |                             |                 |        |                         |
| 11 | 312 | «Hot Scoomp» Горячий зад | Джон О'Дей       | Николь Шабтай               | 28 июня 2021    | FAJN12 | TBA                     |
| Хейли ищет инструкцию и вместо этого находит сообщество крутых задниц. |     | |                  |                             |                 |        |                         |
| 12 | 313 | «Lumberjerk» Лесоруб | Джо Даниэлло     | Пол Страуд                  | 5 июля 2021     | FAJN14 | TBA                     |
| Стэн вынужден сотрудничать с Джеффом в соревновании лесорубов. Тем временем Стив, Франсин и Снот вступают в конкурс, чтобы выиграть винтажный пикап.                                         |     | |                  |                             |                 |        |                         |
| 13 | 314 | «Stan & Francine & Stan & Francine & Radika» Стэн и Франсин, Стэн и Франсин и Радхика                                                                                 | Дженнифер Грейвс | Стив Хели                   | 12 июля 2021    | FAJN15 | TBA                     |
| Стэн и Франсин возвращаются в прошлое, чтобы уладить спор. |     | |                  |                             |                 |        |                         |
| 14 | 315 | «Flush After Reading» Смыть после прочтения | Тим Парсонс      | Лаура Бисон                 | 19 июля 2021    | FAJN16 | TBA                     |
| Франсин и Роджер теряются в хорошей книге, после того, как Франсин избегает неловкой ситуации. Между тем Стэн неохотно болтается в библиотеке.                                               |     | |                  |                             |                 |        |                         |
| 15 | 316 | «Comb Over: A Hair Piece» Расческа: клок волос | Крис Беннетт     | Бретт Коули и Роберт Мэйтиа | 26 июля 2021    | FAJN17 | TBA                     |
| Стэн, наконец-то решает что-то сделать со своим тайным облысением и обращается за помощью к Джози Бузи, знаменитому стилисту-парикмахеру (персонажу Роджера).                                |     | |                  |                             |                 |        |                         |
| 16 | 317 | «Plot Heavy» Земельный участок | Янсен И          | Сорен Боуи                  | 2 августа 2021  | FAJN13 | TBA                     |
| После того, как Стэн приобретает желанный семейный участок, семья открывает свое собственное кладбище на заднем дворе с помощью знаменитого баскетбольного игрока Скотти Пиппена.            |     | |                  |                             |                 |        |                         |
| 17 | 318 | «The Sinister Fate!!» Зловещая судьба!! | Хосуэ Сервантес  | Джефф Кауфманн              | 9 августа 2021  | FAJN18 | TBA                     |
| Новая дружба заставляет Хейли начать беспокоиться, что она медленно превращается во Франсин. Стив и его друзья пробуются в труппу импровизации Роджера.                                      |     | |                  |                             |                 |        |                         |
| 18 | 319 | «Dr. Sunderson's SunSuckers» Доктор Сандерсонс СанСакерс | Шон Мюррей       | Ник Вегенер                 | 16 августа 2021 | FAJN19 | TBA                     |
| Хейли и Джефф помогают одному из персонажей Роджера управлять солнечной компанией. |     | |                  |                             |                 |        |                         |
| 19 | 320 | «Family Time» Семейное время | Джон О'Дей       | Зак Розенблатт              | 23 августа 2021 | FAJN20 | TBA                     |
| Стэн с семьёй идут ужинать в ресторан по типу системы «шведский стол». Роджер становится цветком.                                                                                            |     | |                  |                             |                 |        |                         |
| 20 | 321 | «Cry Baby» Плакса | Янсен Йи         | Джо Чендлер                 | 30 августа 2021 | FAJN21 | TBA                     |
| Когда Стэн понимает, что не может плакать, он просит Стива научить его сопереживанию. |     | |                  |                             |                 |        |                         |
| 21 | 322 | «Crystal Clear» Кристально чистый | Джо Даниэлло     | Паркер Дей                  | 6 сентября 2021 | FAJN22 | TBA                     |
| Стэн лезет не в своё дело, пытаясь произвести впечатление на отца Тоши. Между тем Клаус и Джефф отправляются на выходные за город.                                                           |     | |                  |                             |                 |        |                         |
| 22 | 323 | «Steve's Franken Out» Франкен-аут Стива | Хосуэ Сервантес  | Алиша Кетри                 | 25 октября 2021 | FAJN10 | TBA                     |
| Когда директор Льюис угрожает отменить научный клуб, Стив берет дело в свои руки, но выбирает для решения проблемы чудовищный путь.                                                          |     | |                  |                             |                 |        |                         |

### Девятнадцатый сезон (2022)
| № | #   | Заголовок                                                                                | Режиссёр(ы)      | Сценарист(ы)               | Дата показа      | Код    | Просмотры (В миллионах) |
| --- | --- | ---------------------------------------------------------------------------------------- | ---------------- | -------------------------- | ---------------- | ------ | ----------------------- |
| 1 | 323 | «Langley Dollar Listings» Сделка на Лэнглион долларов                                    | Дженнифер Грейвс | Ник Вегенер                | 24 января 2022   | GAJN01 | TBA                     |
| Франсин становится риэлтором в мире элитной недвижимости Лэнгли, в то время как остальные члены семьи продают кофе с переднего двора. |     |                                                                                          |                  |                            |                  |        |                         |
| 2 | 324 | «Dressed Down» Наизнанку                                                                 | Тим Парсонс      | Джефф Кауфманн             | 31 января 2022   | GAJN02 | TBA                     |
| Когда Стэн не чувствует себя уверенно ни в чём, кроме своих костюмов, Роджер принимает образ модельера, чтобы создать для него новый гардероб, меняющий жизнь. Хейли и Джефф разводят цыплят на заднем дворе.                                                                            |     |                                                                                          |                  |                            |                  |        |                         |
| 3 | 325 | «The Book of Fischer» Книга Фишера                                                       | Крис Беннетт     | Паркер Дей                 | 7 февраля 2022   | GAJN03 | TBA                     |
| Джефф начинает вести дневник, чтобы избавиться от плохой памяти. Между тем Стэн ведёт Стива в свою любимую парикмахерскую, чтобы пообщаться со своей командой. |     |                                                                                          |                  |                            |                  |        |                         |
| 4 | 326 | «A Roger Story» История Роджера                                                          | Джозу Сервантес  | Джо Чендлер                | 14 февраля 2022  | GAJN04 | TBA                     |
| Дружба Стива и Снота подвергается испытанию, когда их матери ссорятся. |     |                                                                                          |                  |                            |                  |        |                         |
| 5 | 327 | «Epic Power Dump» Огромная свалка, занесённая снегом                                     | Шон Мюррей       | Тим Саккардо               | 21 февраля 2022  | GAJN05 | TBA                     |
| Стэн настаивает, чтобы все помогли ему воссоздать деревенские семейные лыжные прогулки его детства, в то время как Клаус влюбляется в оператора технической поддержки. |     |                                                                                          |                  |                            |                  |        |                         |
| 6 | 328 | «American Dad Graffito» Американское граффито                                            | Джон О'Дей       | Кевин Тайлер               | 28 февраля 2022  | GAJN06 | TBA                     |
| Чтобы спасти любимый ресторан от закрытия, Стэн должен вернуть в Лэнгли 1950-е годы. |     |                                                                                          |                  |                            |                  |        |                         |
| 7 | 329 | «Beyond the Alcove or: How I Learned to Stop Worrying and Love Klaus» За Альковом        | Янсен Йи         | Джоэл Гурвиц               | 6 марта 2022     | GAJN07 | TBA                     |
| Франсин завидует новому и улучшенному Клаусу и клянётся уничтожить его. |     |                                                                                          |                  |                            |                  |        |                         |
| 8 | 330 | «A Song of Knives and Fire» Песня ножей и огня                                           | Джо Даниэлло     | Чарльз Суоцци              | 13 марта 2022    | GAJN08 | TBA                     |
| Стэн и Франсин привносят в свои отношения столь необходимый огонь. |     |                                                                                          |                  |                            |                  |        |                         |
| 9 | 332 | «The Curious Case of the Old Hole» Любопытный случай старой дыры                         | Крис Беннетт     | Сорен Боуи                 | 6 сентября 2022  | GAJN11 | TBA                     |
| Коляскин и Бегунов пытаются выследить преступников, которые разрушили секретную купальню Стива. Тем временем Клаус помогает стареющему директору Льюису вернуть себе уверенность. |     |                                                                                          |                  |                            |                  |        |                         |
| 10 | 331 | «Gold Top Nuts» Орешки топчик                                                            | Дженнифер Грейвс | Барт Коули и Роберт Майтиа | 3 августа 2022   | GAJN09 | TBA                     |
| Смиты возвращаются из трудного, сварливого отпуска, но им не суждено спокойно добраться до дома. |     |                                                                                          |                  |                            |                  |        |                         |
| 11 | 333 | «The Three Fs» Три Ф                                                                     | Шон Мюррей       | Алиша Кетри                | 19 сентября 2022 | GAJN13 | TBA                     |
| Новообретённая дружба Франсин с лягушкой взволновала всю семью Смитов. К сожалению, это сводит с ума их соседа Грега. |     |                                                                                          |                  |                            |                  |        |                         |
| 12 | 334 | «Smooshed: A Love Story» Раздавленный: История любви                                     | Джон О'Дей       | Николь Шабтай              | 26 сентября 2022 | GAJN14 | TBA                     |
| Стив отправляется в классную поездку в Филадельфию, где надеется влюбиться. |     |                                                                                          |                  |                            |                  |        |                         |
| 13 | 335 | «The Fast and the Spurious» Быстрый и ложный                                             | Джо Даниэлло     | Кертис Кук                 | 3 октября 2022   | GAJN16 | TBA                     |
| Роджер вынужден противостоять самому себе после серии несчастных случаев. Клаус и Джефф начинают дружить. |     |                                                                                          |                  |                            |                  |        |                         |
| 14 | 336 | «A League of His Own» Собственная лига                                                   | Хосуэ Сервантес  | Сэм Бреннер                | 10 октября 2022  | GAJN12 | TBA                     |
| Стив представляет Стэна для участия в школьном конкурсе сочинений. Между тем Франсин попадает в ловушку в общественном туалете. |     |                                                                                          |                  |                            |                  |        |                         |
| 15 | 337 | «You Are Here» Ты здесь                                                                  | Тим Парсонс      | Джо Чендлер                | 31 октября 2022  | GAJN18 | TBA                     |
| Роджер и Стив пытаются спасти умирающий торговый центр, а Стэн, Хейли, Клаус и Франсин открывают фургон с едой. |     |                                                                                          |                  |                            |                  |        |                         |
| 16 | 338 | «I Heard You Wanna Buy Some Speakers» Я слышал, что вы хотите купить несколько динамиков | Янсен И          | Пол Страуд                 | 7 ноября 2022    | GAJN15 | TBA                     |
| Барри взрывает динамики своего отца, и Снот помогает ему их заменить. Стэн пытается сделать сальто назад стоя. |     |                                                                                          |                  |                            |                  |        |                         |
| 17 | 339 | «Hayley Was a Girl Scout?» Хейли была девушкой-скаутом?                                  | Дженнифер Грейвс | Иоланда Карни              | 14 ноября 2022   | GAJN17 | TBA                     |
| Стэн вынужден возглавлять отряд скаутов вместе с Хейли, в то время как Стив совершает ошибки в своём фантастическом мире. |     |                                                                                          |                  |                            |                  |        |                         |
| 18 | 340 | «Please Please Jeff» Пожалуйста, пожалуйста, Джефф                                       | Крис Беннетт     | Лаура Бисон                | 21 ноября 2022   | GAJN19 | TBA                     |
| Стремление Джеффа угодить людям мешает его отношениям с Хейли. Тем временем Стэн надевает странный костюм на костюмированную вечеринку ЦРУ и, получив травму головы в ванной, отправляется на поиски единственного человека, которому это действительно понравилось и который его понял. |     |                                                                                          |                  |                            |                  |        |                         |
| 19 | 341 | «Jambalaya» Джамбалайя                                                                   | Хосу Сервантес   | Ник Вегенер                | 28 ноября 2022   | GAJN20 | TBA                     |
| Когда Франсин успешно выращивает сад, это напоминает Роджеру, что он знает рецепт действительно настоящей джамбалайи. |     |                                                                                          |                  |                            |                  |        |                         |
| 20 | 342 | «Gernot & Strudel» Гернот и Штрудель                                                     | Шон Мюррей       | Зак Розенблатт             | 5 декабря 2022   | GAJN21 | TBA                     |
| Надеясь научить Клауса ценности совместного времяпрепровождения, семья воссоздаёт телешоу из его детства. У Роджера фортепианный сольный концерт. |     |                                                                                          |                  |                            |                  |        |                         |
| 21 | 343 | «Echoes» Отголоски                                                                       | Джон О'Дей       | Джефф Кауфманн             | 12 декабря 2022  | GAJN22 | TBA                     |
| Стив начинает программу работы-исследования и обнаруживает, что не всё так, как показывается по телевизору. Роджер добивается искупления на сцене кантри-музыки Нэшвилла. |     |                                                                                          |                  |                            |                  |        |                         |
| 22 | 344 | «The Grounch» Землянин                                                                   | Тим Парсонс      | Зак Розенблатт             | 19 декабря 2022  | GAJN10 | TBA                     |
| Когда у Роджера крадут его знаменитую рождественскую секс-вечеринку, результаты оказываются… чудовищными. Стэн создаёт журнал для мужчин. |     |                                                                                          |                  |                            |                  |        |                         |